# Zoo Hluboká
Zoo Hluboká, plným názvem Jihočeská zoologická zahrada Hluboká nad Vltavou (dříve Zoo Ohrada) je zoologická zahrada, nacházející se nedaleko Hluboké nad Vltavou, otevřená od roku 1939. Jde o zoo specializující se na zvířata žijící v palearktické zoogeografické oblasti, zejména v její evropské části a v České republice. Chová ale i množství cizokrajných druhů. Podílí se na záchraně mnoha ohrožených živočišných druhů a zapojuje se do řady národních i mezinárodních chovných programů.
Zahrada je příspěvkovou organizací Jihočeského kraje a jejím symbolem je vydra říční.

## Historie
Zoo Ohrada byla založena ze soukromé iniciativy Dr. Adolfa Schwarzenberga a jeho manželky v parku u loveckého zámku Ohrada, který již tou dobou nebyl využíván pro své původní účely. Slavnostně byla zahrada otevřena 1. května 1939 a ještě v témže roce se tam přišlo podívat přes 33 tisíc návštěvníků. Po druhé světové válce zoo i zámeček převzal stát, ale správci byly postupně různé organizace, jejichž činnost většinou souvisela s myslivostí a podmínky chovu zvířat nebyly uspokojivé. Návštěvnost se však už v 60. letech pohybovala kolem 150 tisíc lidí ročně.
Za posledního správce tohoto typu, Zemědělského muzea Praha, návštěvnost klesla až na polovinu a uvažovalo se dokonce o zrušení zoo. V roce 1971 zoo převzal Jihočeský kraj, pod jehož vedením ze zoo vznikla příspěvková organizace Zoologická zahrada Ohrada a osamostatnění jí přineslo výhody dalšího rozvoje. Chovná zařízení se modernizovala a zvýšil se počet chovaných druhů, s čímž rostl i počet zaměstnanců a stejně tak návštěvnost zoo.
Po zrušení Krajských národních výborů v roce 1990 připadlo řízení Zoo Ohrada opět státu, které zajišťoval Okresní úřad v Českých Budějovicích. Již v té době se podařilo další rozšíření, ale největšího rozmachu se zoo dočkala po opětovném převedení pod správu Jihočeského kraje v roce 2003 (v současnosti má zoo rozlohu 6 ha, z čeho jsou 4,5 ha přístupné veřejnosti). Byla rozšířena cestní síť, vybudováno vzdělávací centrum a restaurace. Postupně se modernizovaly expozice a byly budovány nové. V roce 2007 se např. expozice rozrostly o průchozí voliéru Český les a expozici některých našich šelem Jezevčí skály., v roce 2010 byla zásadně přebudována nejstarší část zoo, kde byly vystavěny malé exotické expozice Malá Afrika a jihoamerický tropický pavilon Matamata. V roce 2013 byl s přispěním ROP Jihozápad zprovozněn komplex expozic palearktické fauny pod společným názvem Nová setkání. Návštěvnost zoo za rok 2014 byla 271 tisíc lidí, čímž byla 10. nejnavštěvovanější zoo v Česku a 3. nejnavštěvovanějším turistickým cílem v Jihočeském kraji. V listopadu 2015 došlo k přejmenování ze Zoo Ohrada Hluboká nad Vltavou na Jihočeskou zoologickou zahradu Hluboká nad Vltavou, zkráceně Zoo Hluboká.

## Činnost
V Zoo Hluboká bylo k 31. prosinci 2024 k vidění 2316 zvířat ve 269 druzích a za rok 2024 se podařilo odchovat přes 816 mláďat různých živočišných druhů. V posledních letech se počet návštěvníků pohybuje mezi 230 a 280 tisíci ročně. Zoo se zaměřuje na chov druhů žijících především v České republice s rozšířením na zvířata Evropy a mírného pásu Asie, k vidění je zde však také rozmanitá fauna Austrálie, Ameriky a Afriky. V posledních letech věnuje zoo zvláštní pozornost zejména ohroženým druhům českých a evropských živočichů, poblíž Temelína provozuje také stanici pro handicapované živočichy, sloužící k ošetření zraněných a nemocných zvířat z jižních Čech, a záchranné centrum CITES. Zoo se zapojuje do mnoha aktivit na podporu ochrany volně žijících zvířat a přírody. Zatím nejvýznamnějším projektem je v tomto ohledu Program reintrodukce puštíka bělavého (Strix uralensis macroura) na Šumavě, kde bylo do volné přírody vypuštěno více než 100 odchovaných ptáků, z nichž přibližně polovina pocházela z chovu zoo v Hluboké nad Vltavou. Zoo Ohrada byla v rámci projektu koordinátorem chovu tohoto druhu a účastnila se přímo i vypouštění zvířat v NP Šumava.
Od roku 2006 v areálu funguje vzdělávací centrum poskytující programy pro školy i veřejnost. Pracovníci oddělení vzdělávání vyjíždějí s vybranými kontaktními zvířaty na besedy do mateřských a základních škol a zoo organizuje početné vzdělávací programy pro školy všech stupňů přímo v areálu zoo a v učebnách vzdělávacího centra, stejně jako víkendové akce pro veřejnost, mezi jinými např. každoroční křty nových přírůstků, Velikonoce v zoo, May Day, Den dětí v zoo, Den zvířat či Dětské divadelní dny, konající se v krytém venkovním divadélku. V areálu zoo je také během roku možno zhlédnout fotografické a biologické výstavy a prezentace. V letním období se návštěvníci mohou účastnit populárních komentovaných setkání u vybraných druhů zvířat (medvěd, vydra, rosomák, kočkodan…).

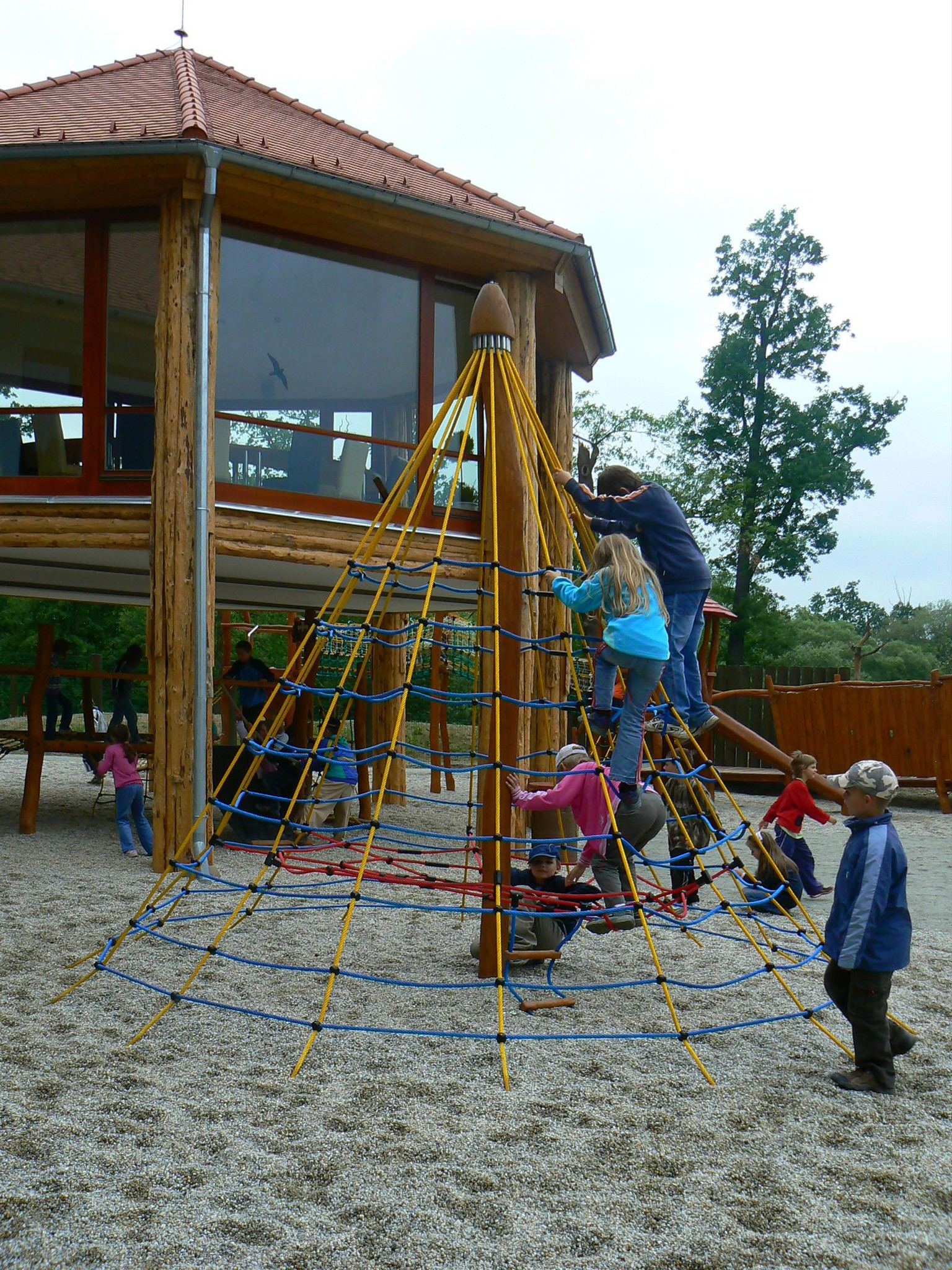
Pyramida na dětském hřišti u restaurace

V roce 2007 vznikly nové expozice Český les, Jezevčí skály, mořské akvárium v restauraci a terárium ve vzdělávacím centru. Český les je atraktivní průchozí voliéra, jejíž prostor je upraven do podoby evropských biotopů (např. jezírko, potůček, les) a je obýván veverkami a množstvím ptactva. Jezevčí skály se staly domovem pro malé šelmy, jako je jezevec, liška či kočka divoká. V zadních prostorách areálu byla v témže roce otevřena nová restaurace s přilehlým dětským hřištěm a výběhy pro domácí zvířata.
30. června 2013 byl mezi Českým lesem a restaurací otevřen nově vybudovaný komplex expozic Nová setkání, v němž se nachází výběhy a voliéry pro řadu zcela nových zvířecích druhů včetně tygra, kamzíků, lišek korsak a medvěda plavého. Nový celek tvoří čtyři expozice palearktických zvířat představující velké šelmy palearktu, faunu stepí, faunu horských oblastí a nový pavilon s terárii pro evropské a zejména české druhů plazů.
V Zoo Hluboká pracuje 41 zaměstnanců (2023), jejichž největší skupina je zaměstnána v zoologickém oddělení. Současným ředitelem zahrady je Ing. Vladimír Pokorný. Roční provozní náklady zoo se pohybují kolem 54 miliónů Kč, včetně sponzorských darů a dotací.

### Členství v organizacích
Zoo Hluboká je členem Unie českých a slovenských zoologických zahrad, Evropské asociace zoologických zahrad a akvárií, Euroasijské regionální asociace zoologických zahrad a akvárií, Světové asociace zoologických zahrad a akvárií, Mezinárodní asociace vzdělávacích pracovníků zoologických zahrad, Evropského chovného programu ohrožených druhů a Evropské plemenné knihy, do které je zapojena s 13 druhy.

## Doprava
Do Zoo Hluboká lze přijet z hlavní silnice II/105 Hluboká – České Budějovice. Na téže silnici je i zastávka autobusu Hluboká nad Vltavou, Lovecký zámek, rozcestí k ZOO. Blízko je i železniční zastávka Hluboká nad Vltavou. K zoo také vede cyklistická trasa od Českých Budějovic. V blízkosti zoo je soukromé centrální parkoviště.

## Zajímavosti v okolí
Těsně k zoo přiléhá  Lovecký zámek Ohrada s expozicí o myslivosti, rybářství a jihočeské fauně. V blízkosti se nachází i dvůr Vondrov. Nejznámější památkou v okolí je zámek Hluboká ve stylu anglické windsorské gotiky s Alšovou jihočeskou galerií.

## Fotogalerie

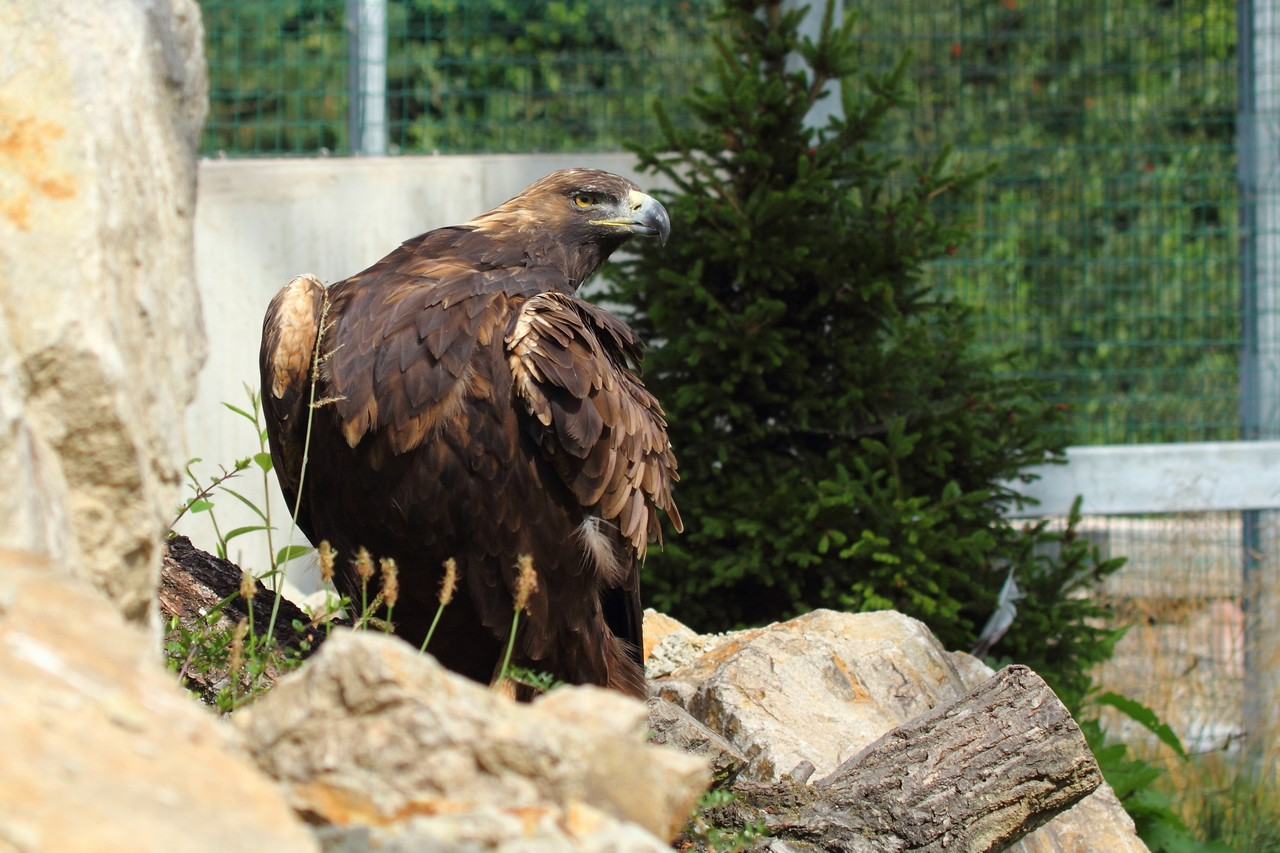
Orel skalní
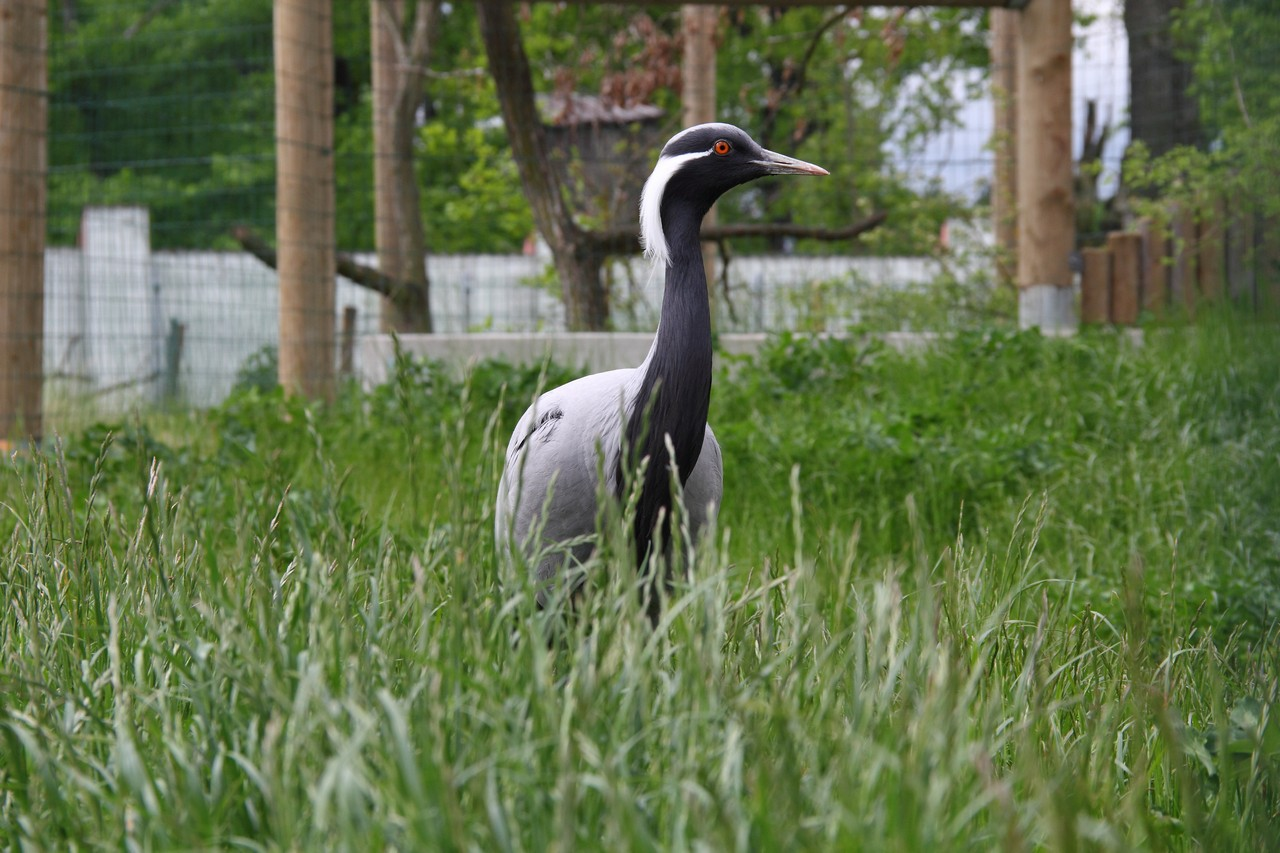
Jeřáb panenský
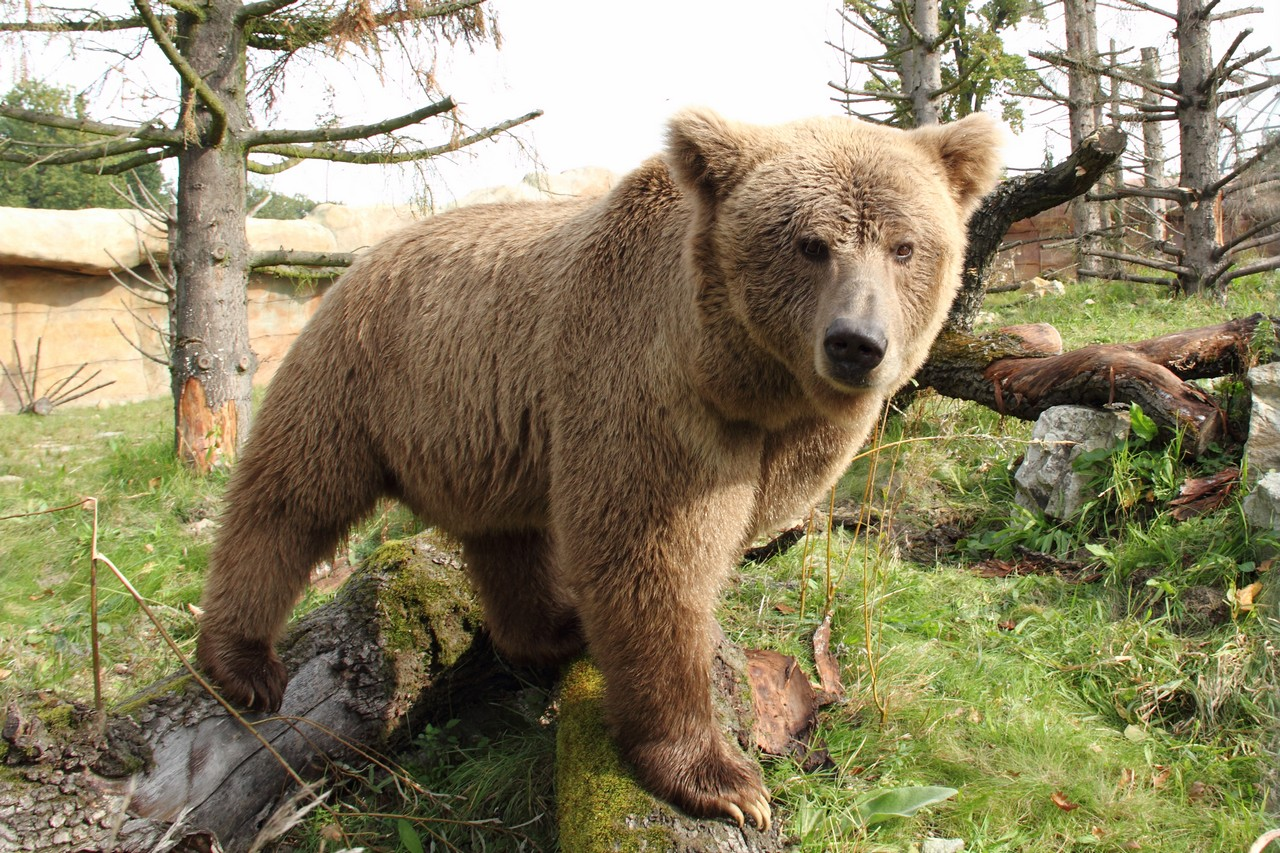
Medvěd plavý
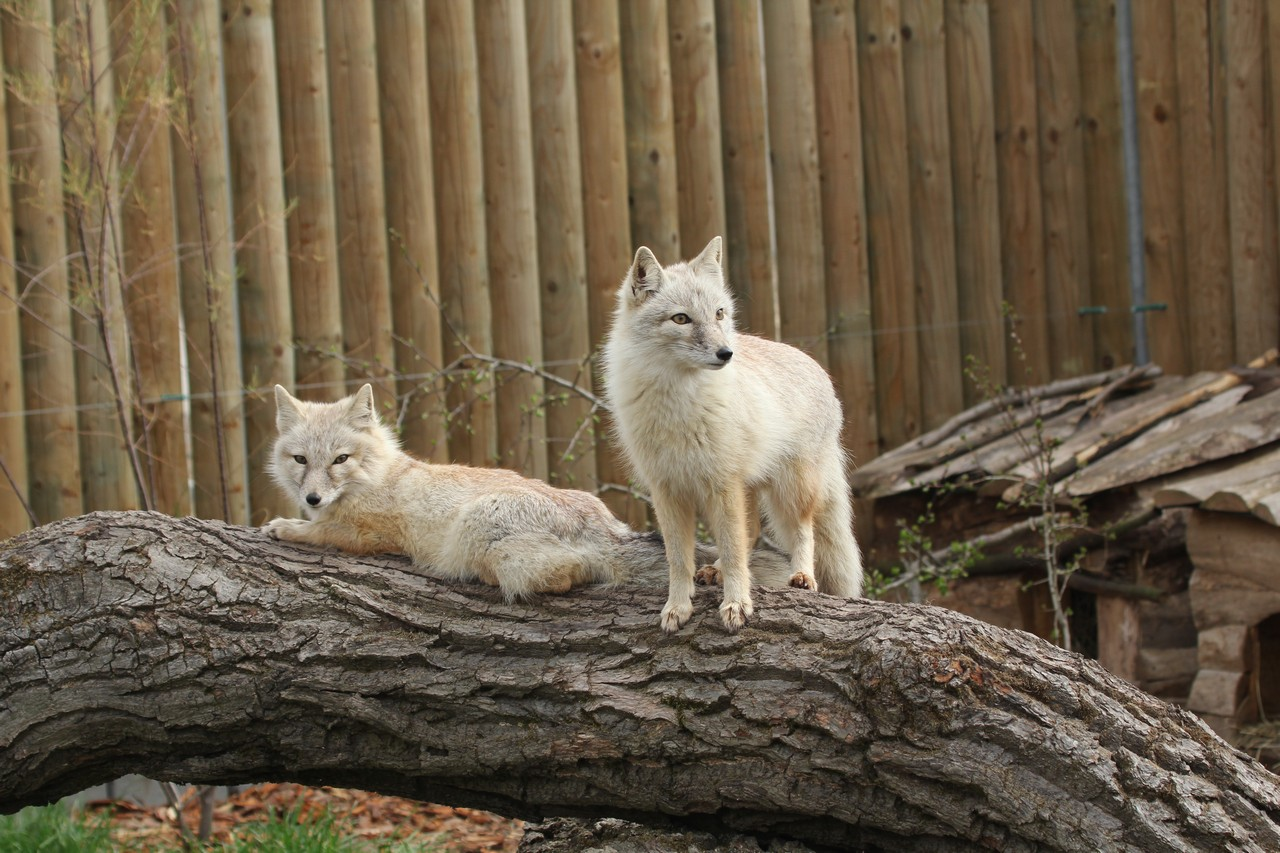
Korsak
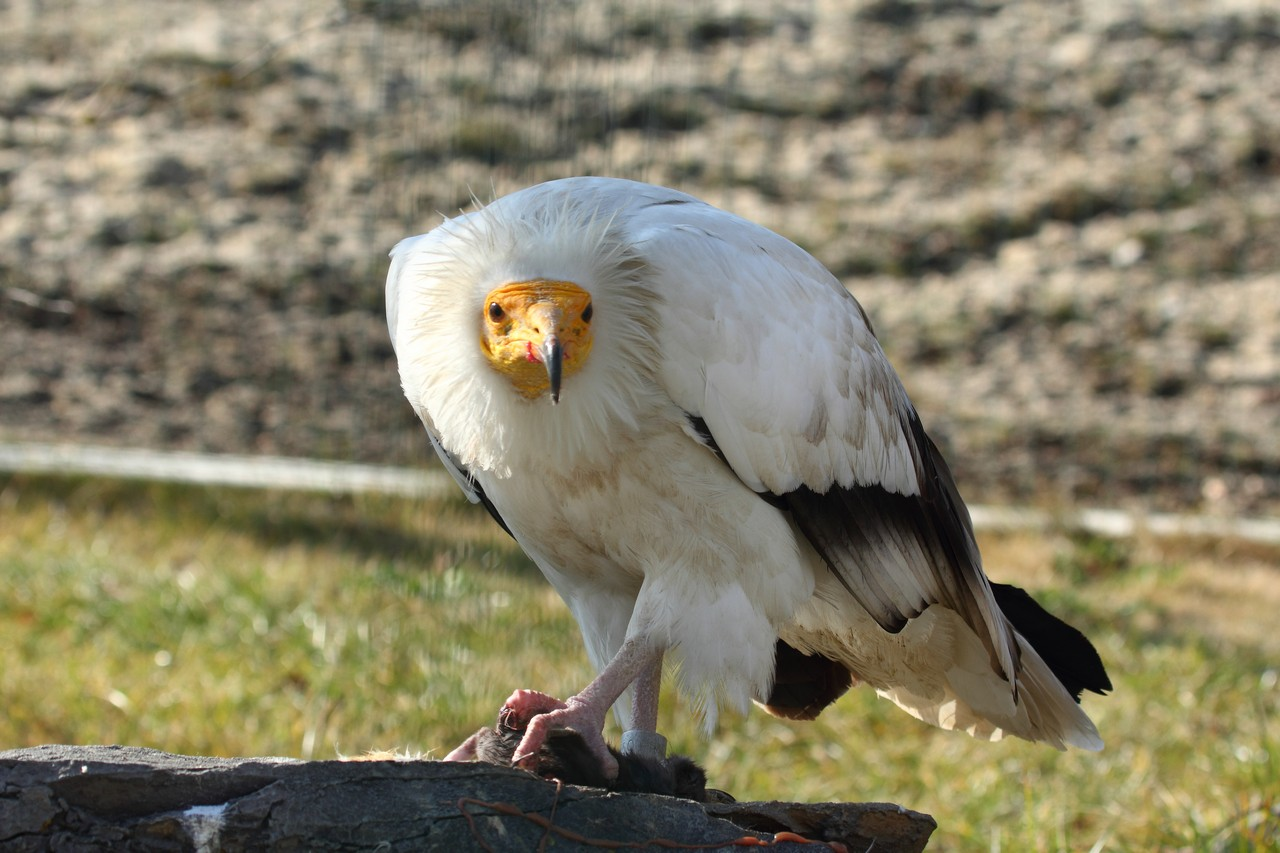
Sup mrchožravý
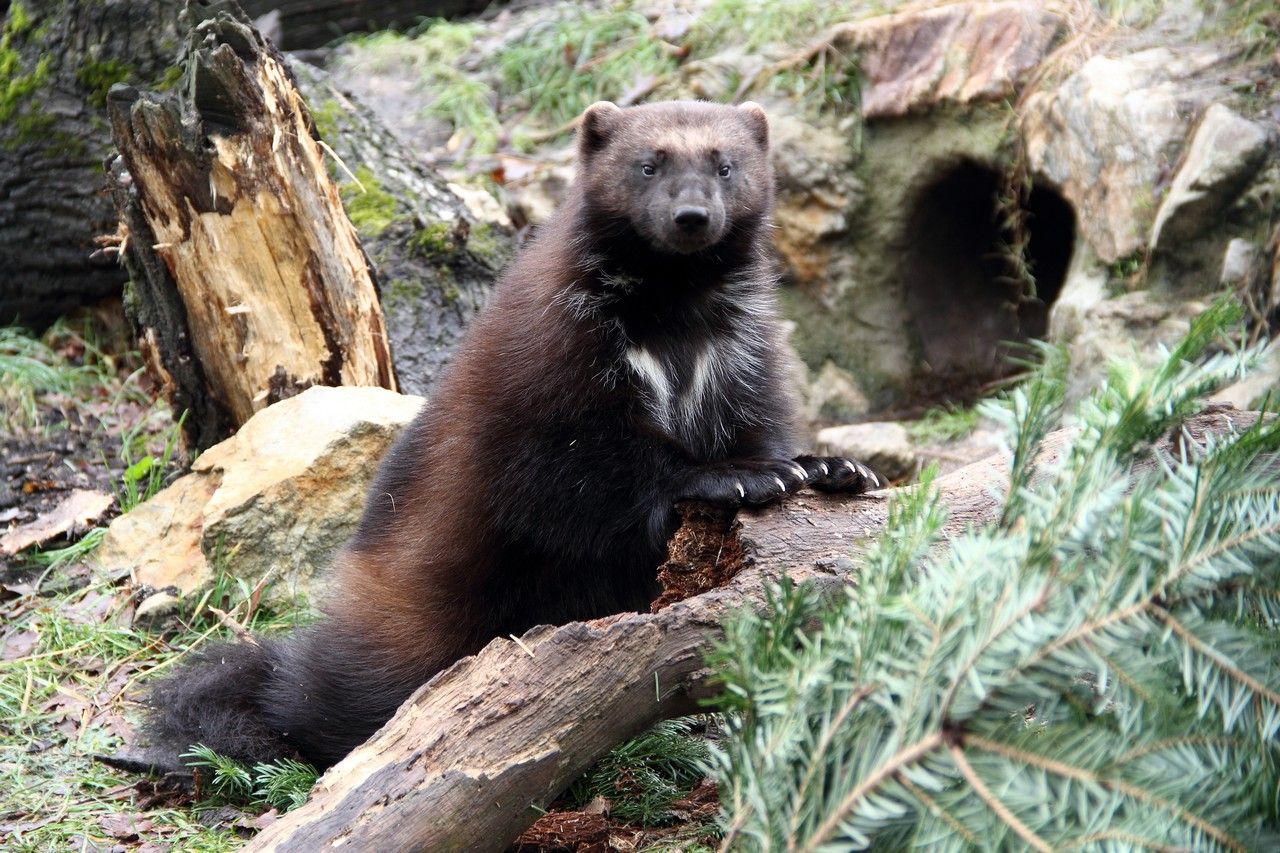
Rosomák sibiřský
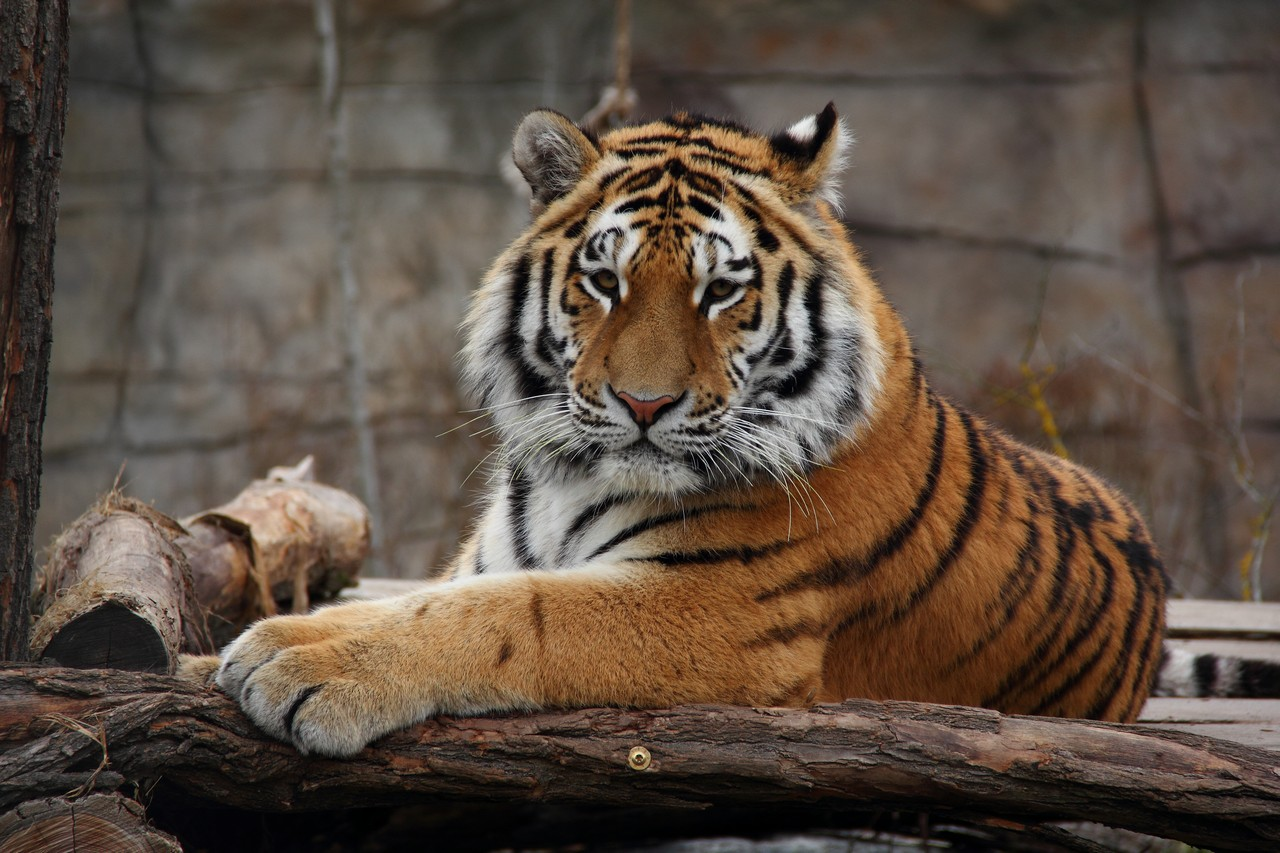
Tygr ussurijský
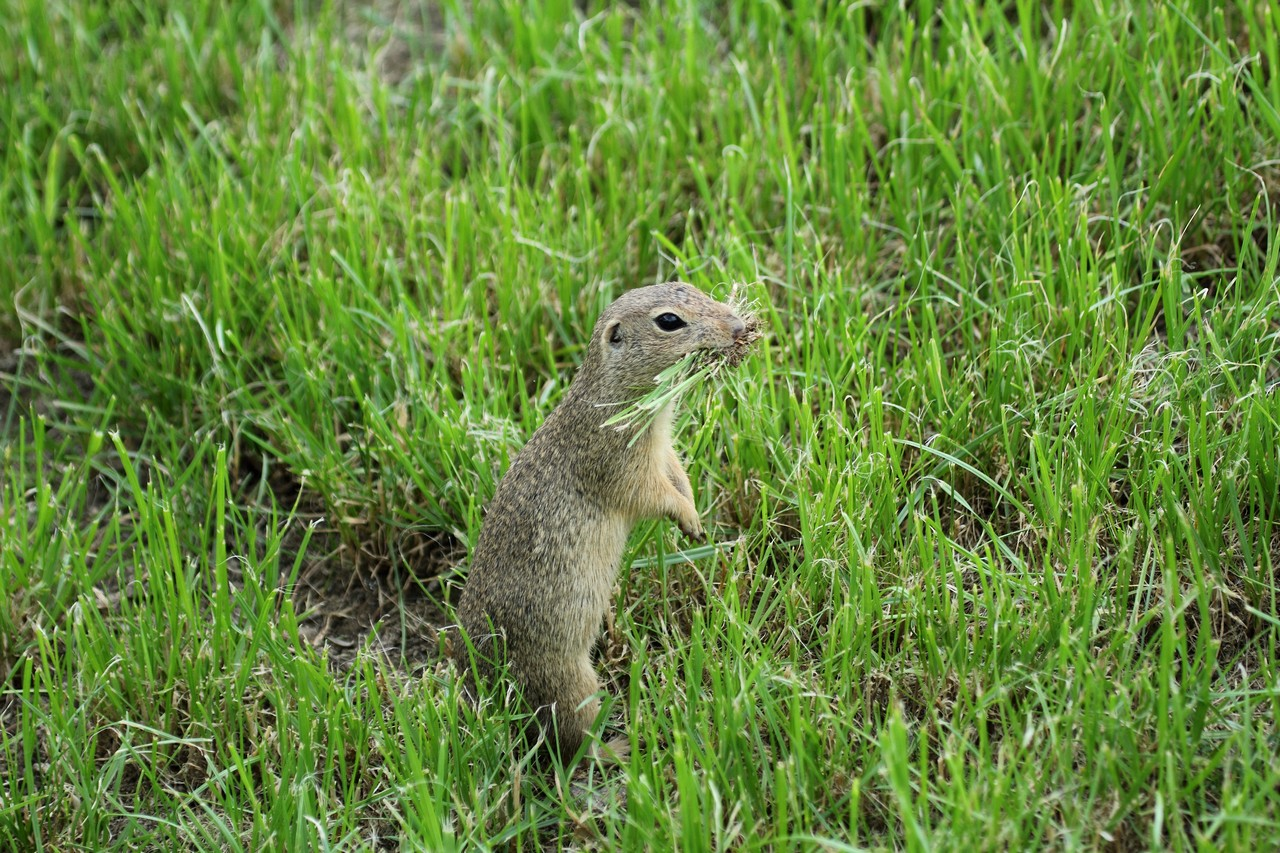
Sysel obecný
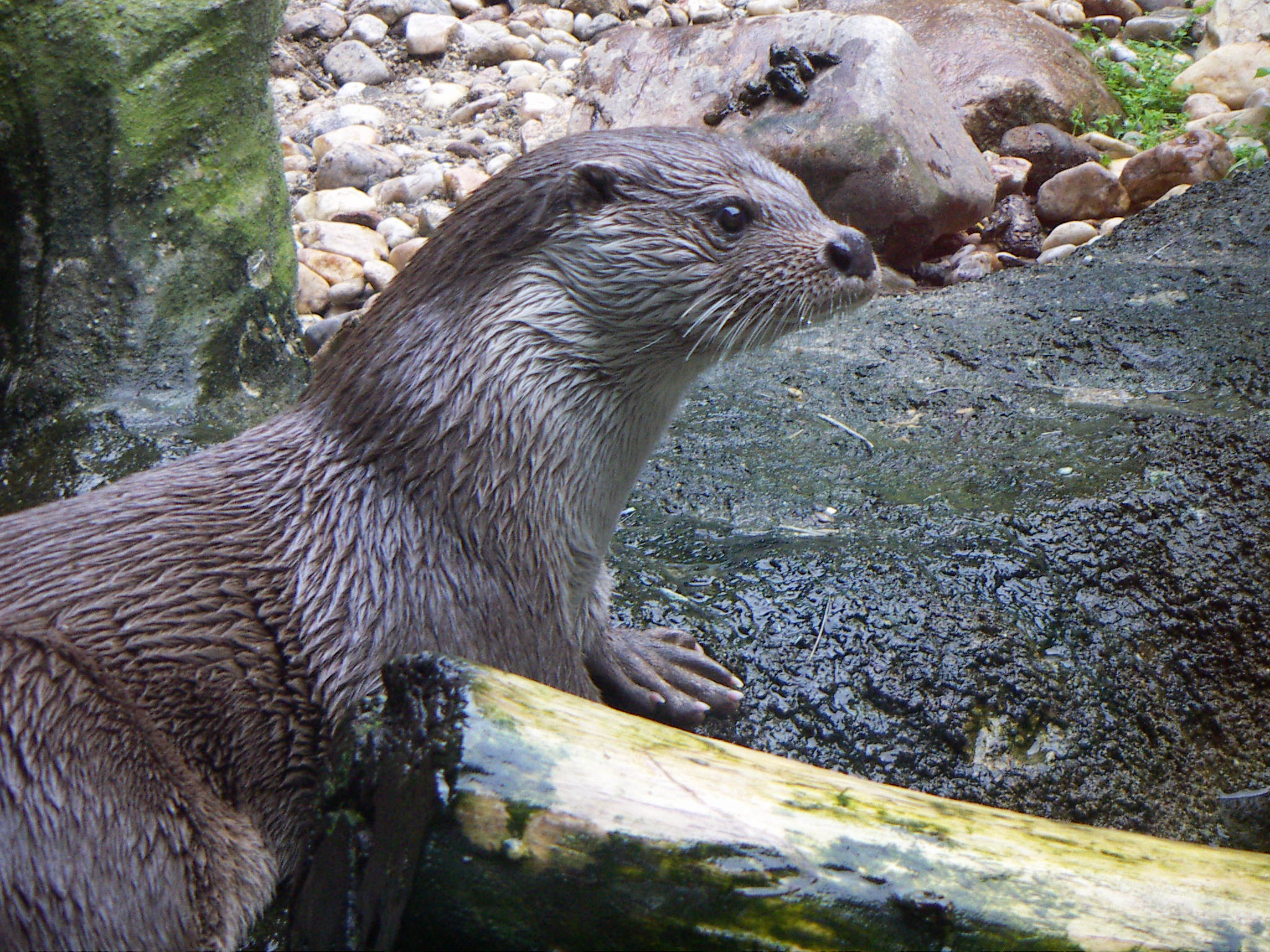
Vydra říční, symbol Zoo Hluboká
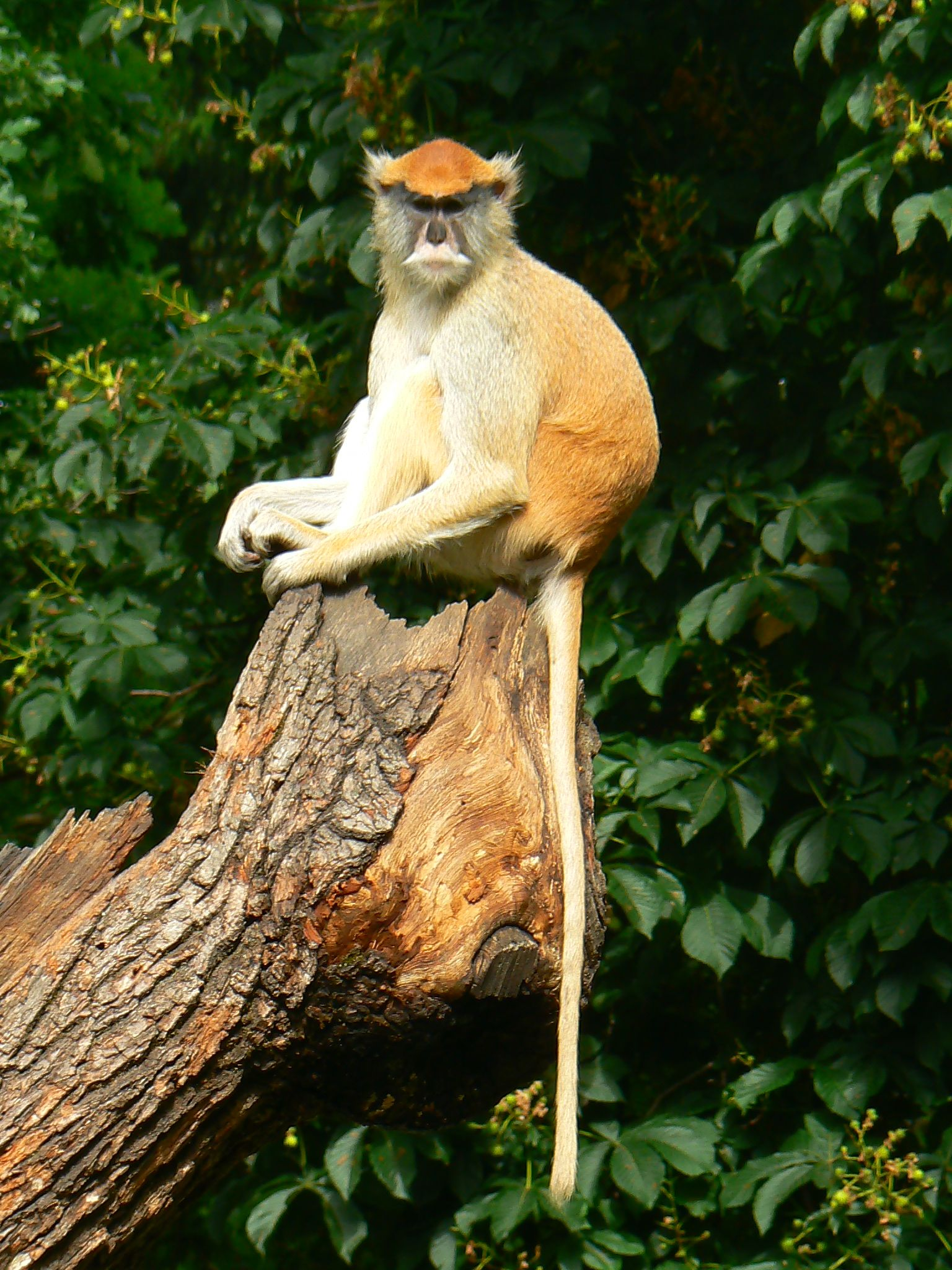
Kočkodan husarský, oblíbenec dětí
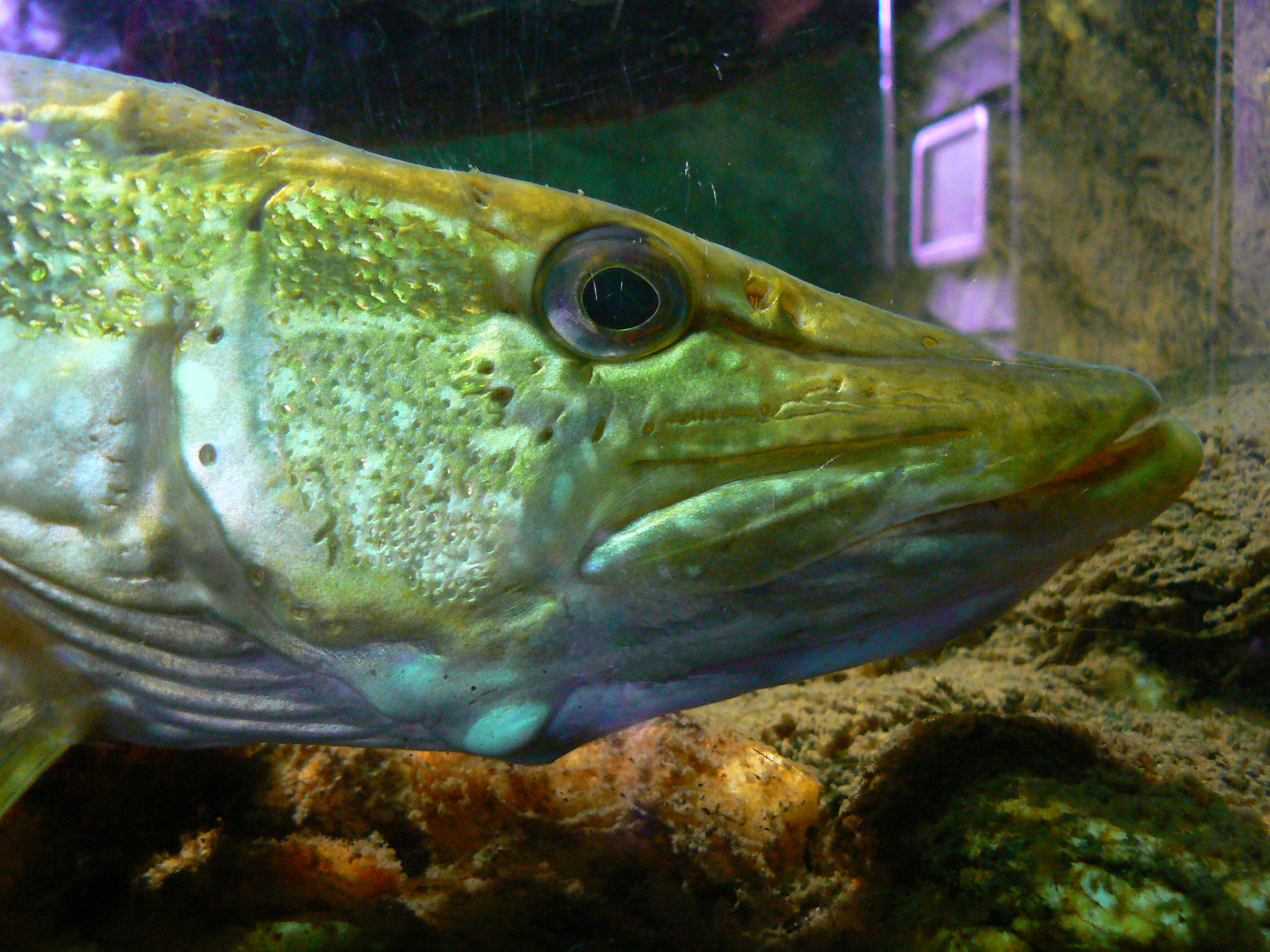
Štika obecná ze sladkovodního akvária
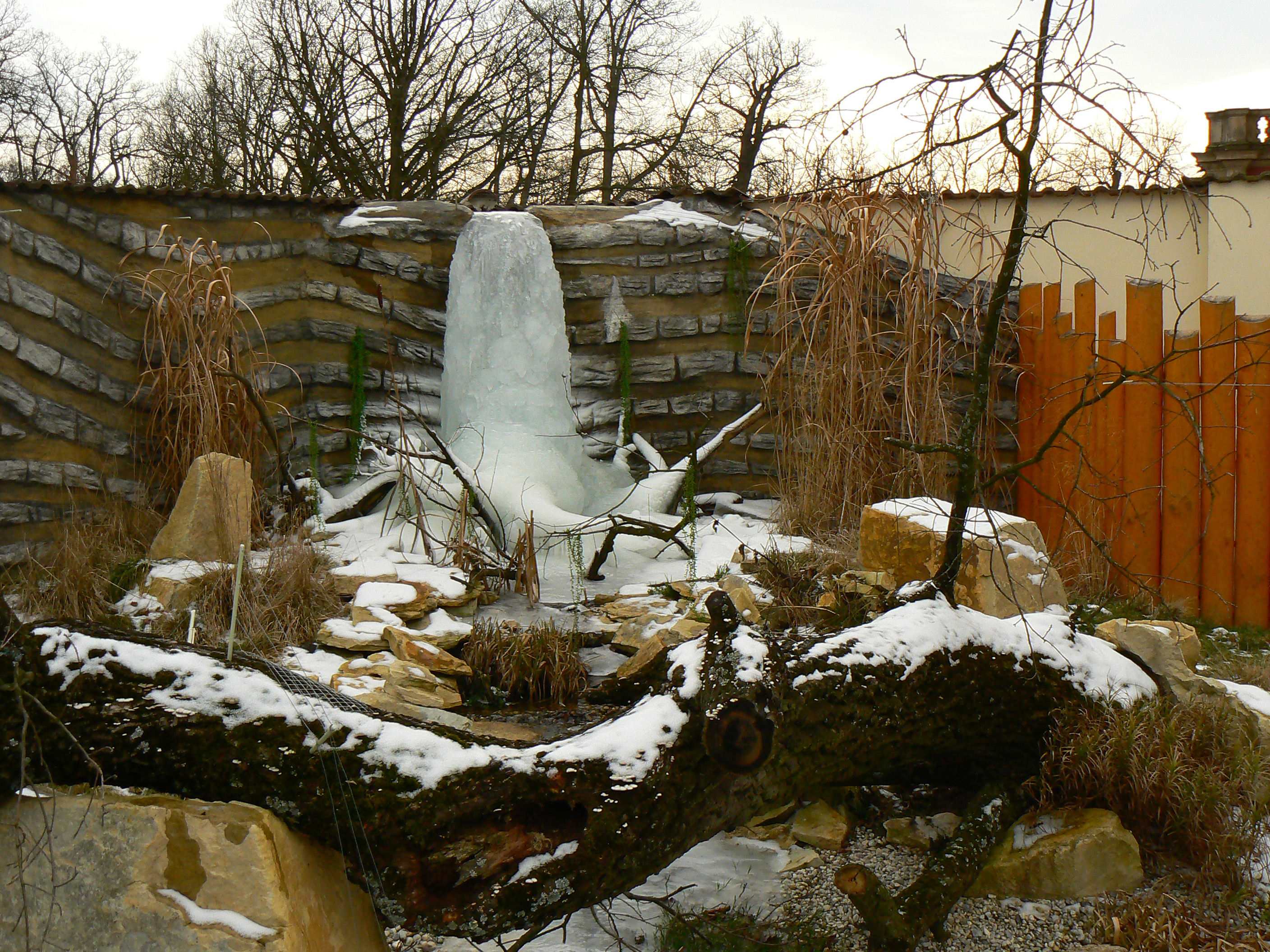
Nová expozice (2009)
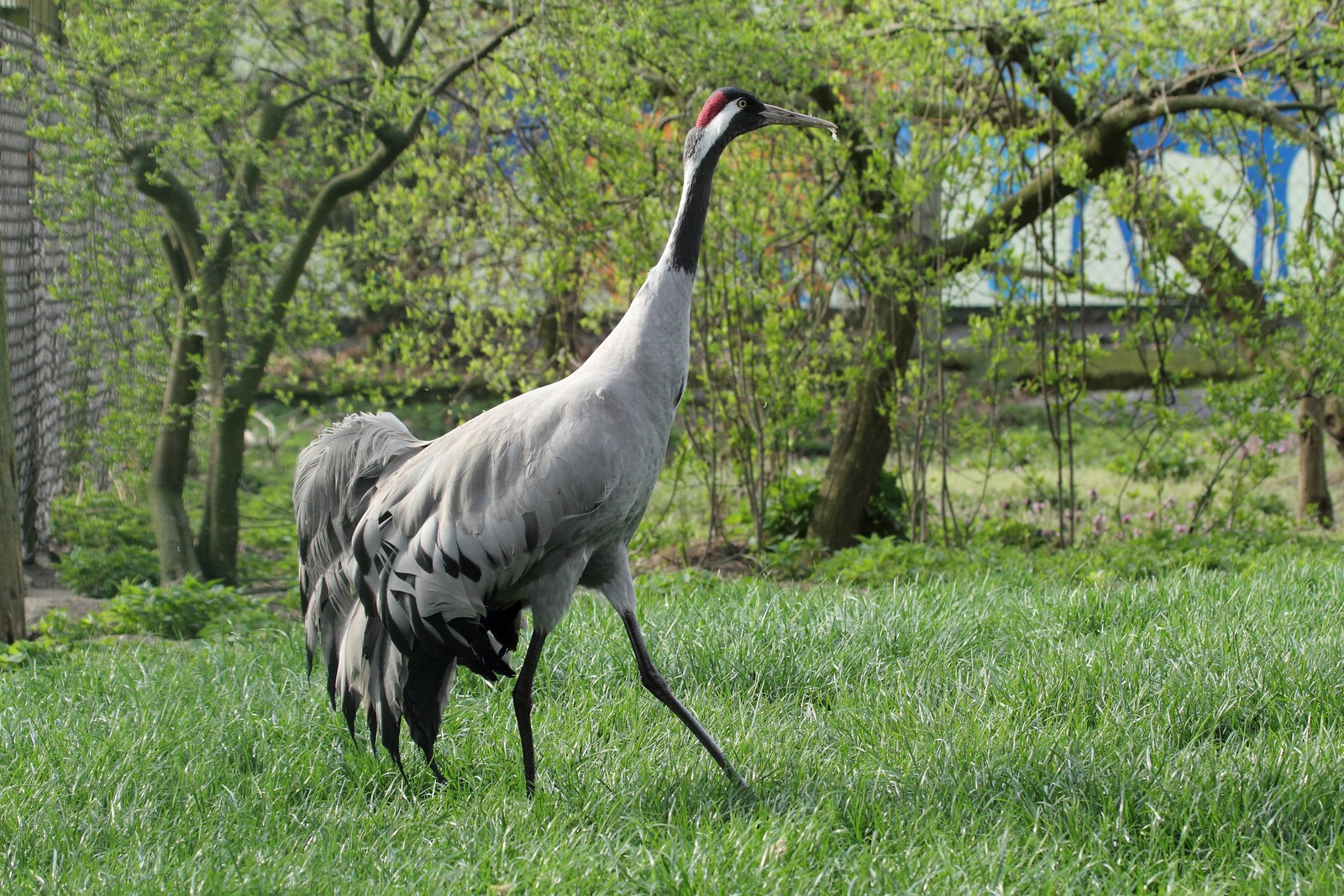
jeřáb popelavý
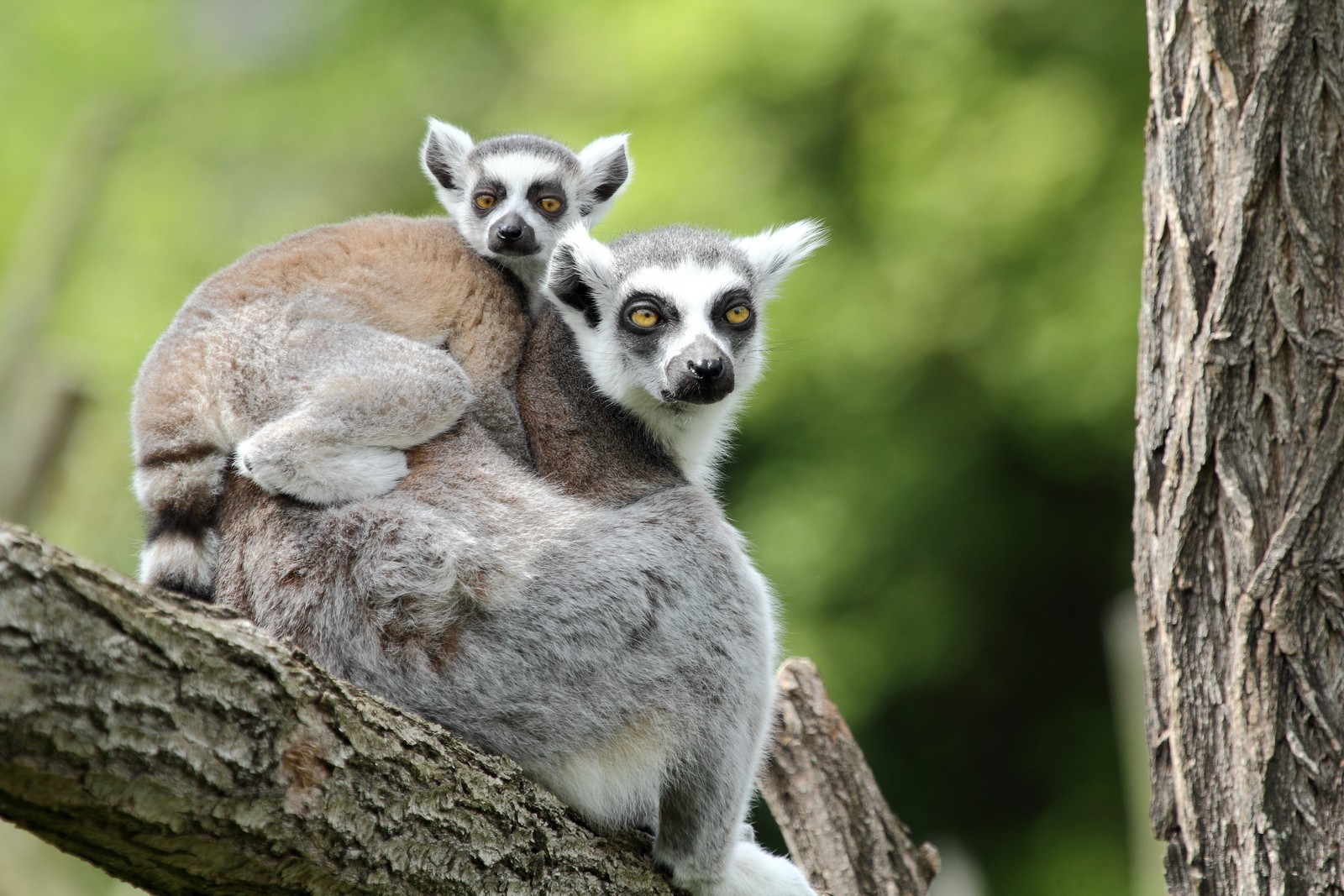
lemur kata
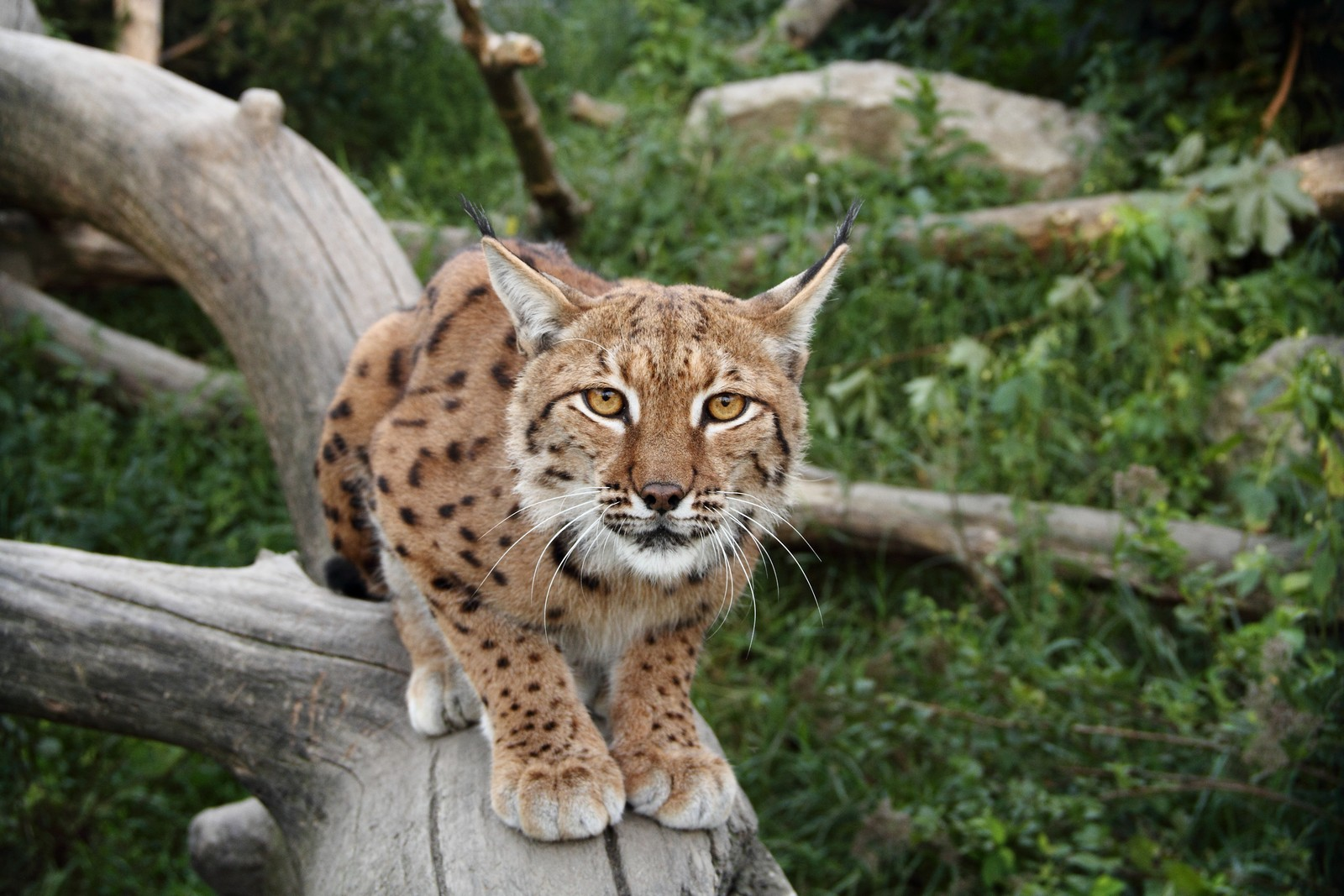
rys ostrovid
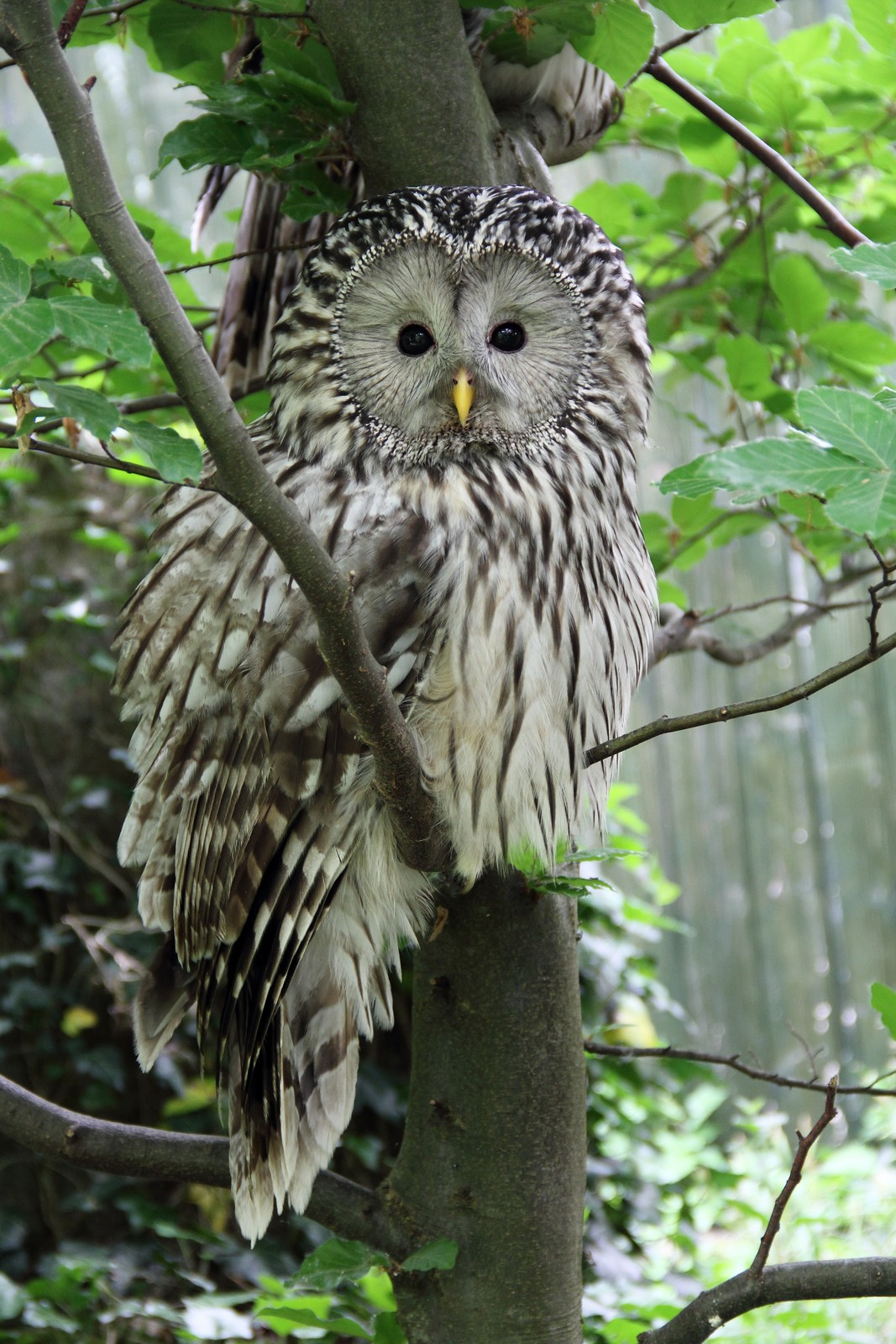
puštík bělavý
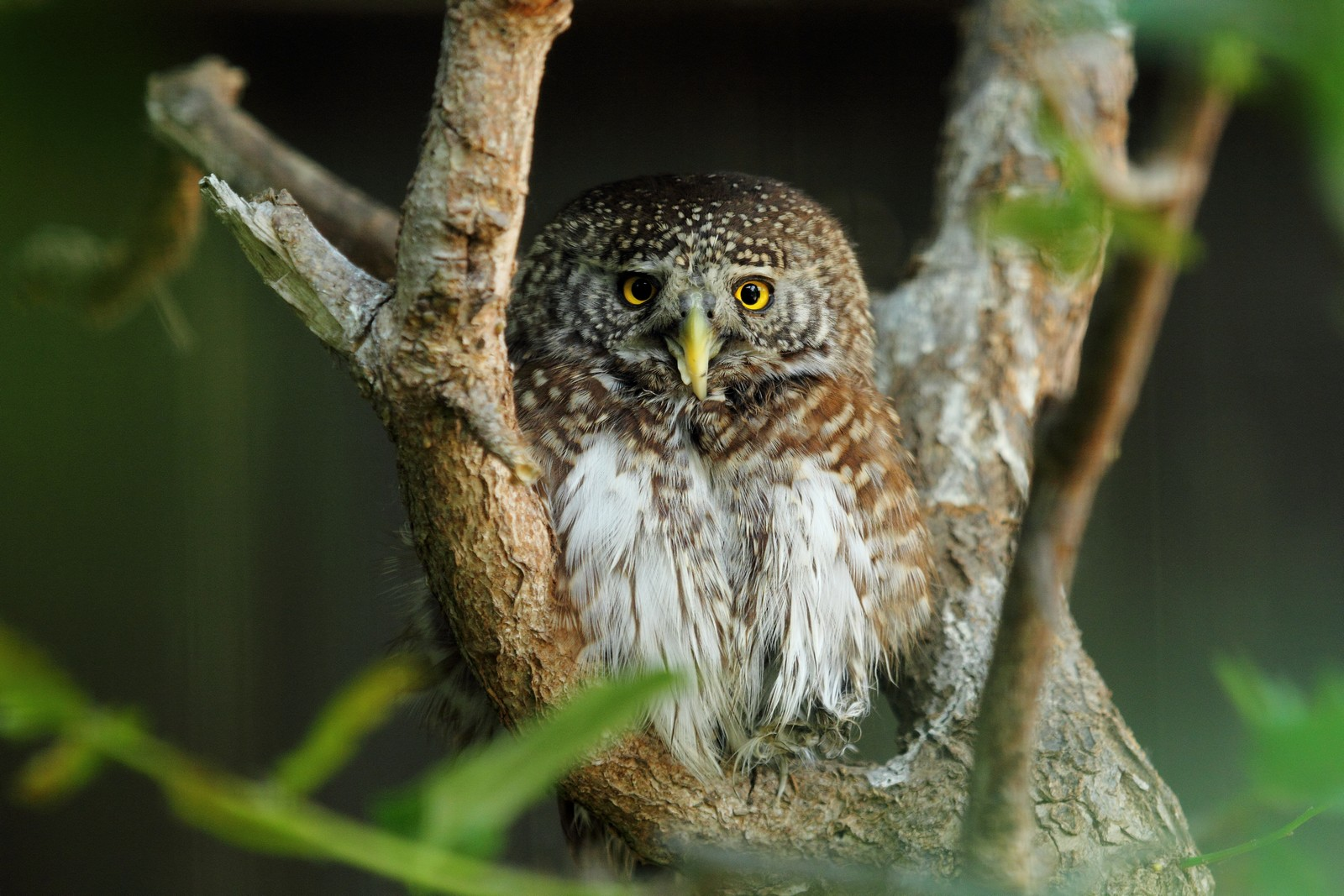
kulíšek nejmenší
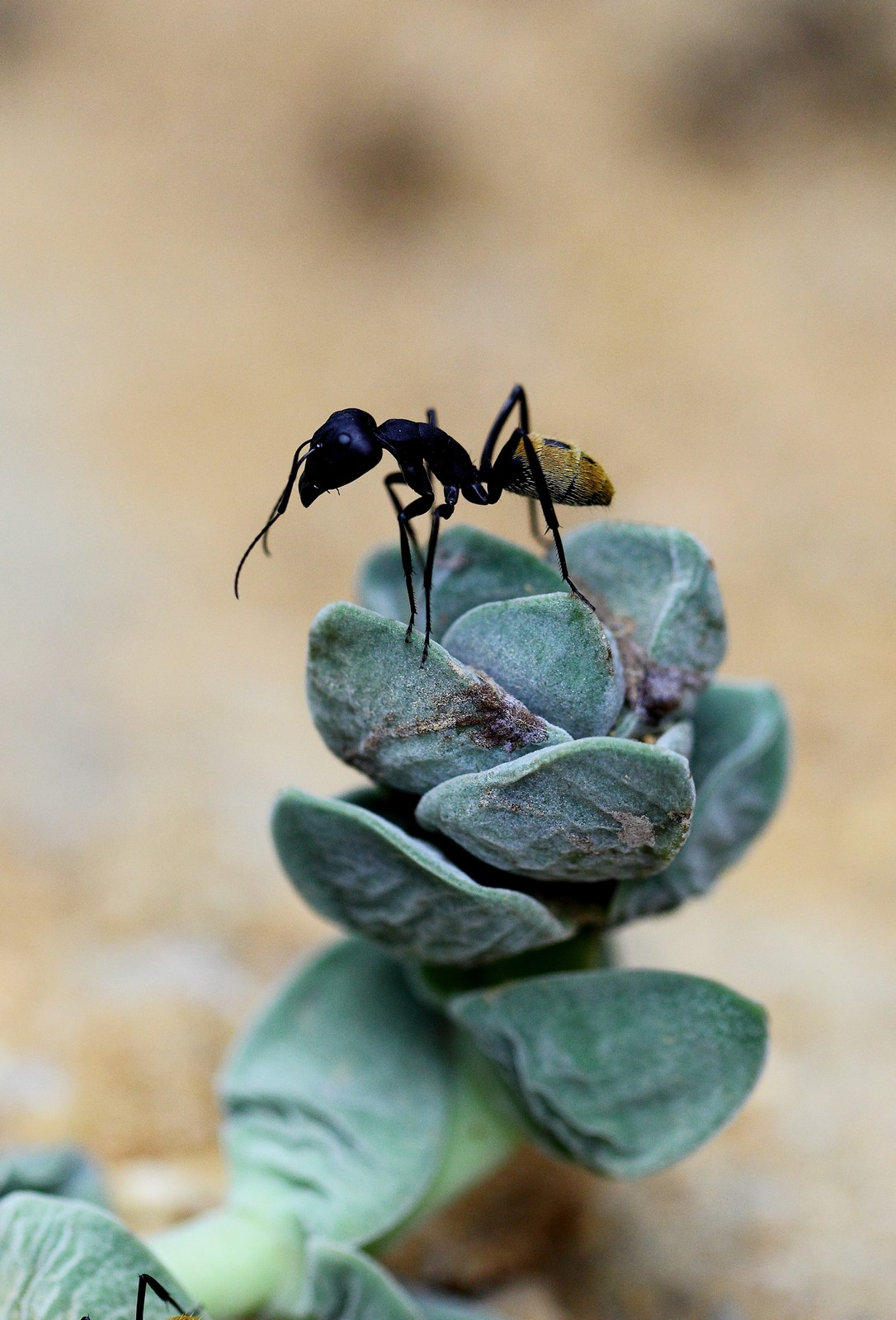
mravenec Camponotus fulvopilosus
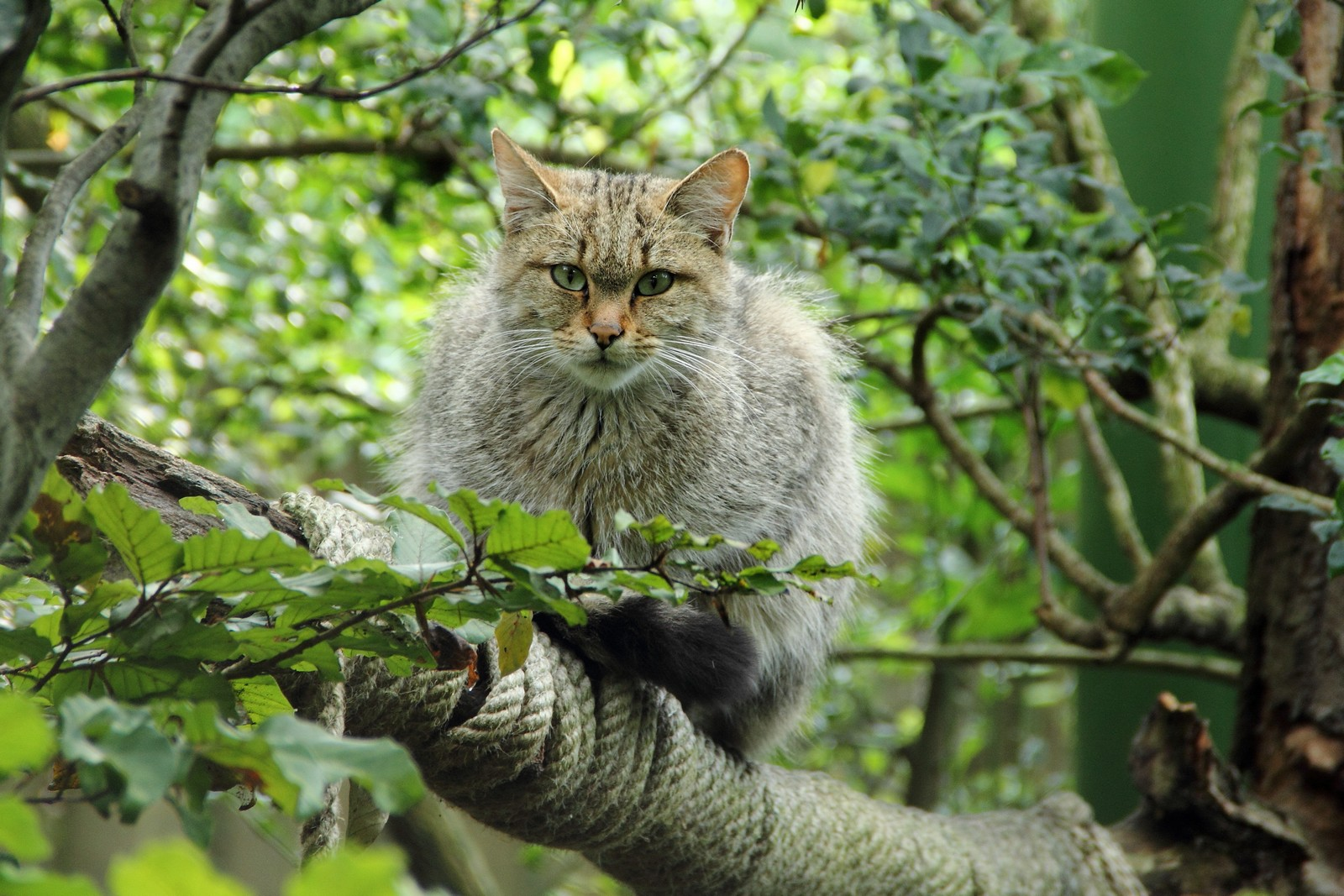
kočka divoká
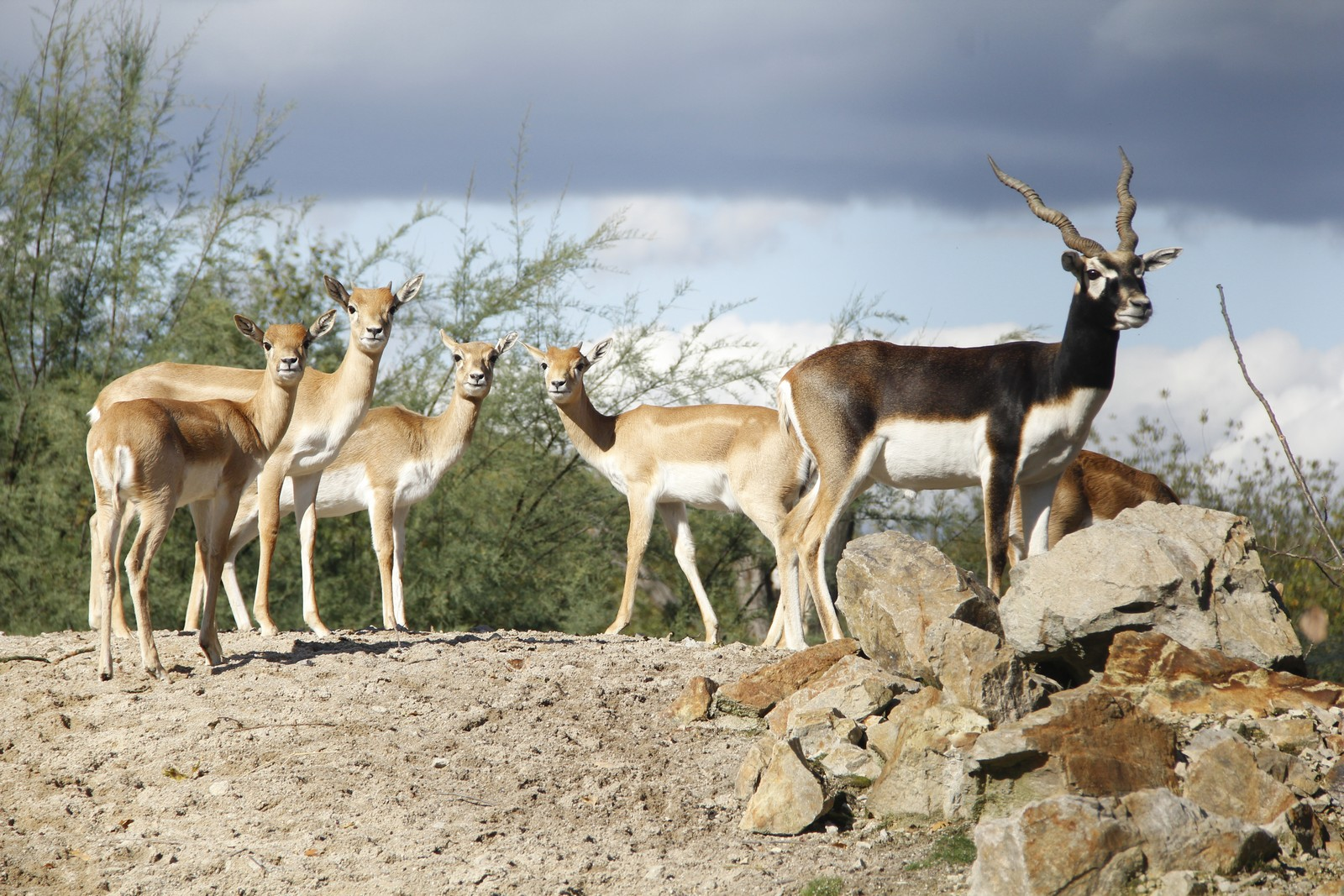
antilopa jelení
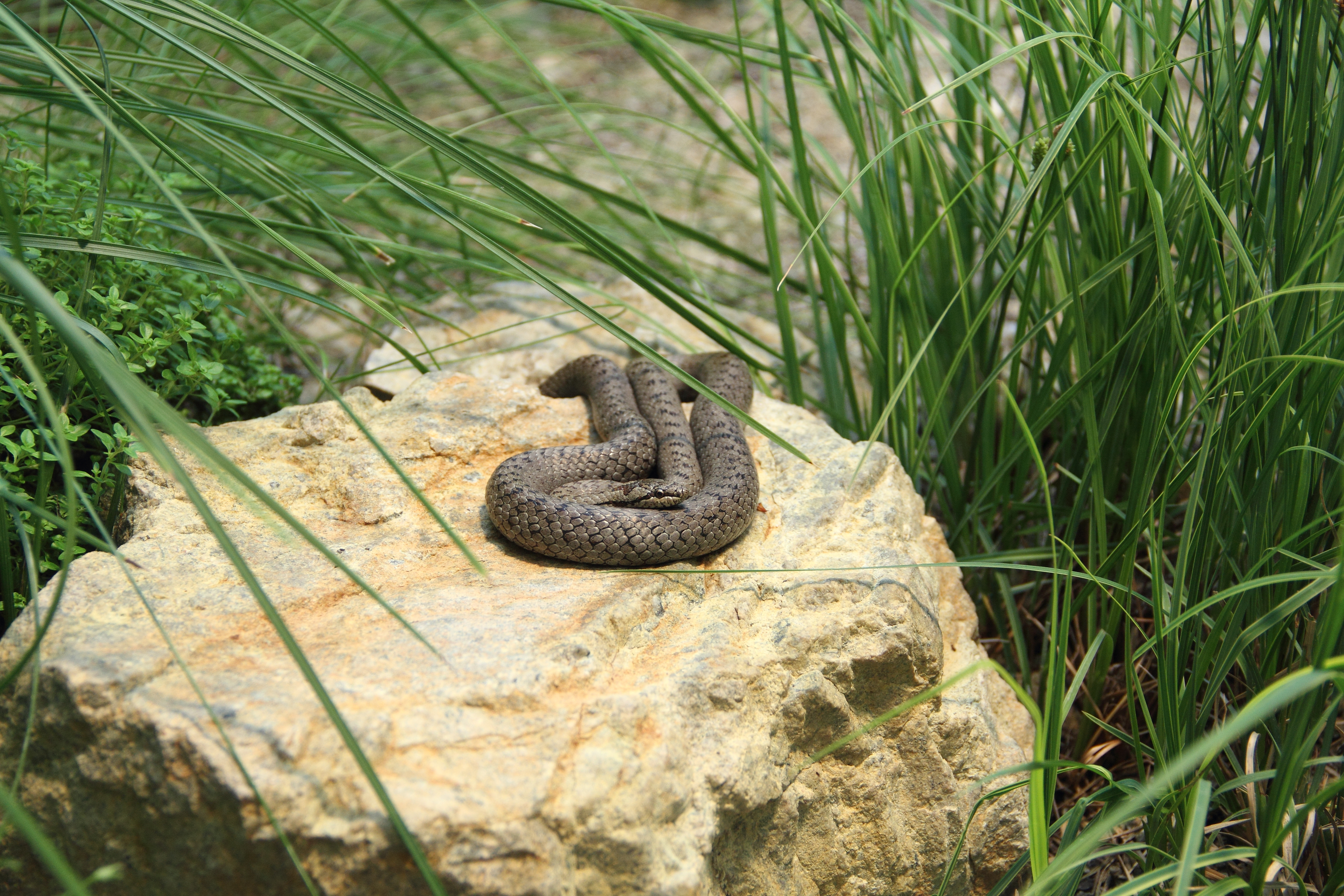
užovka hladká
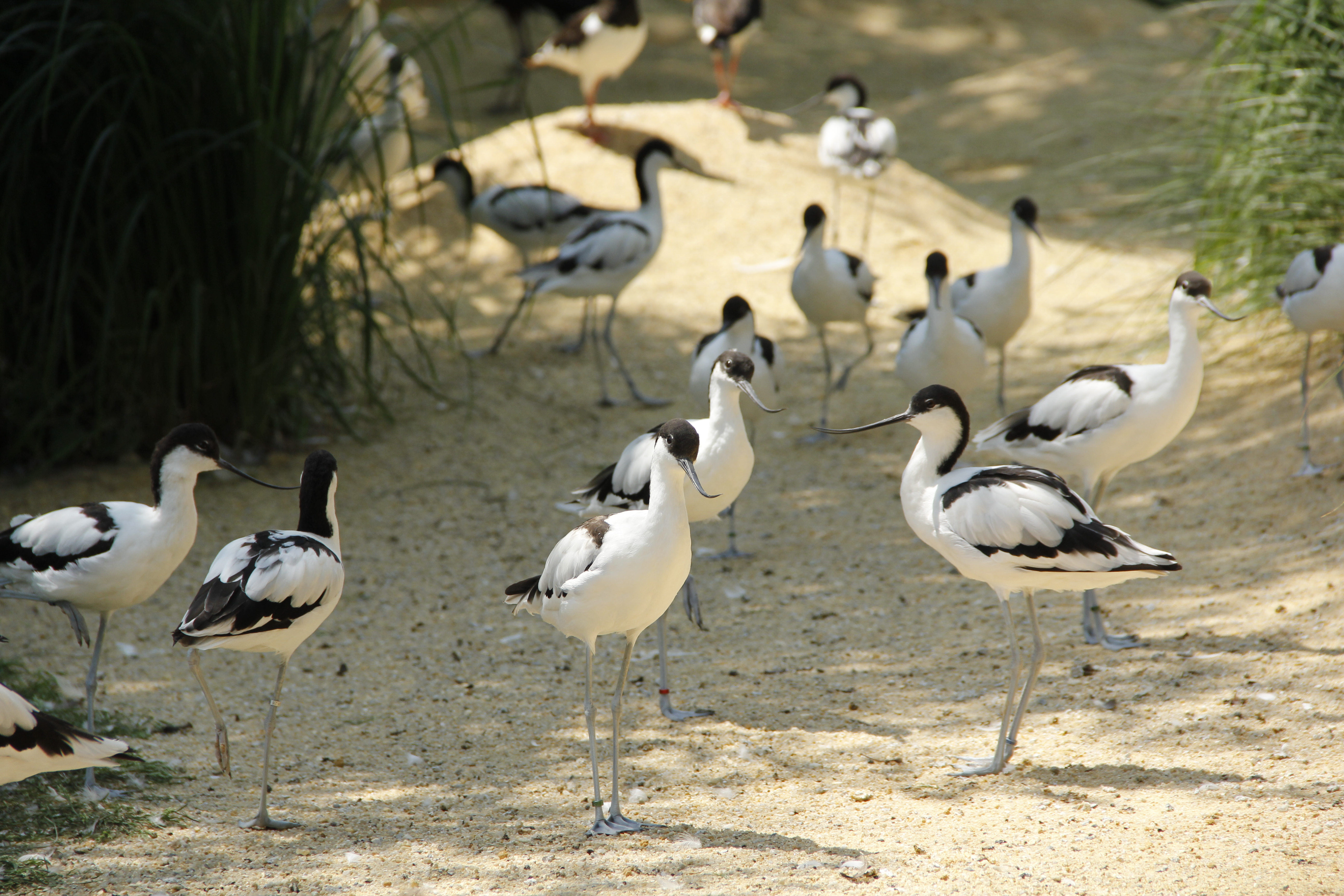
tenkozobec opačný
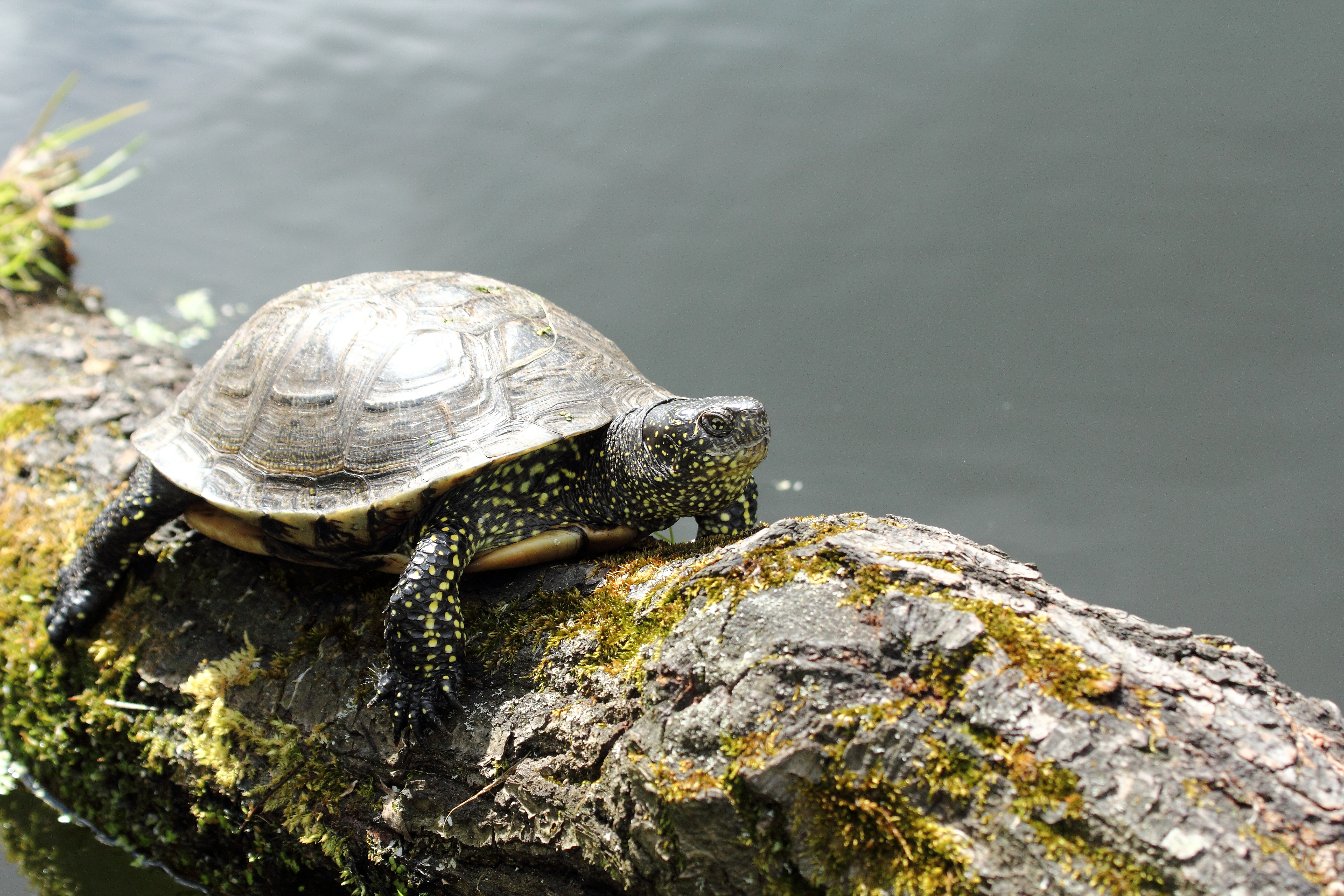
želva bahenní
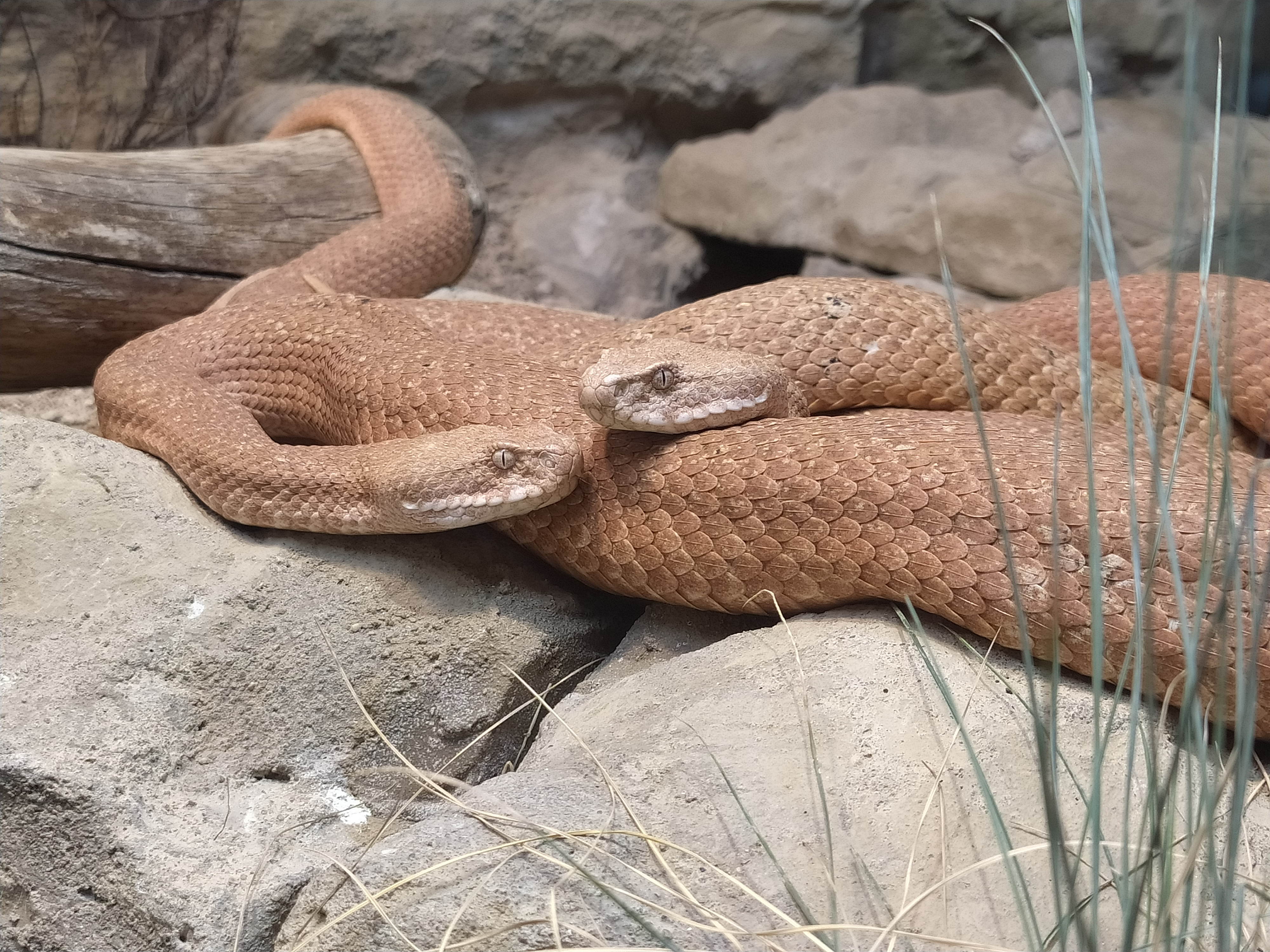
zmije Schweizerova
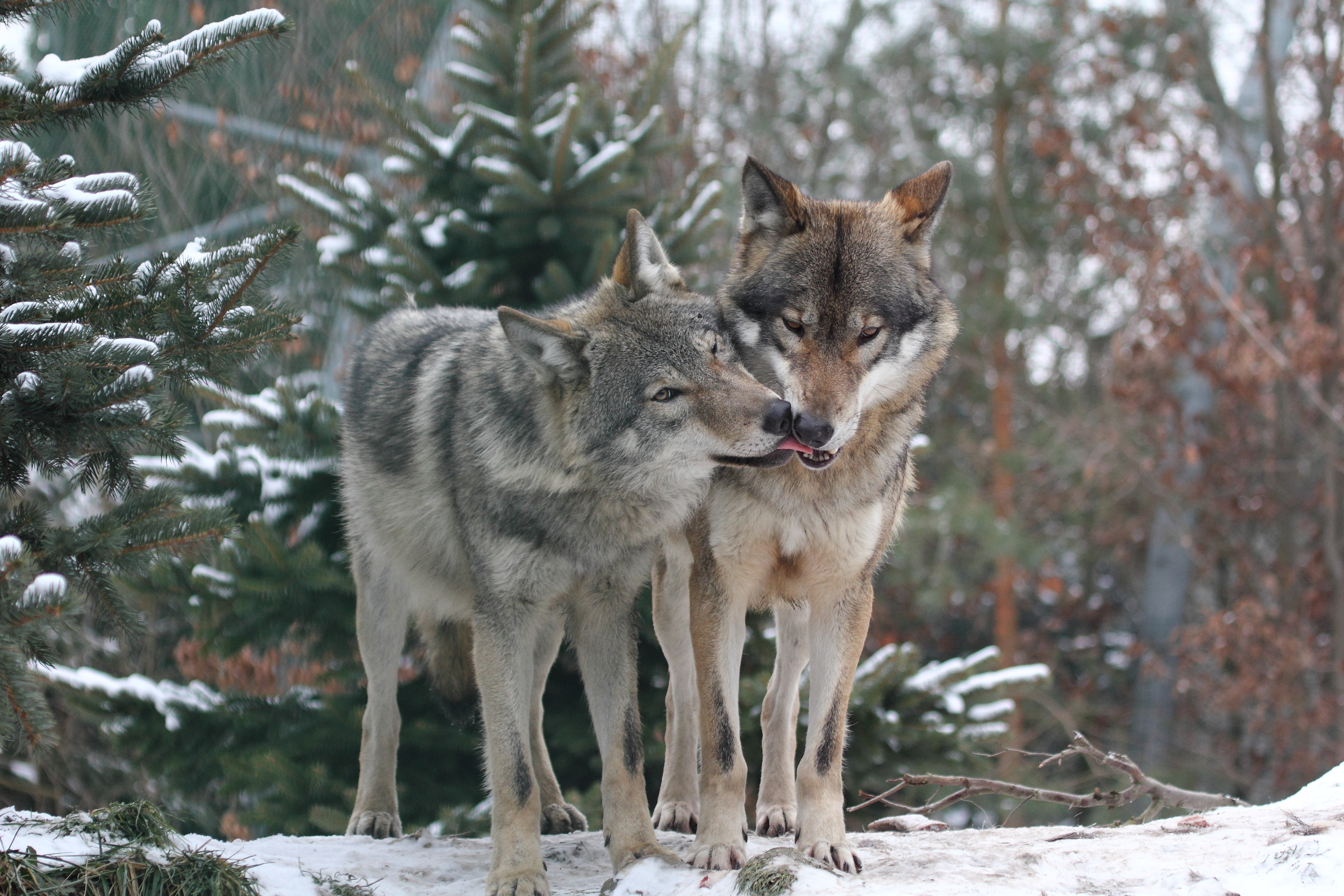
vlk obecný
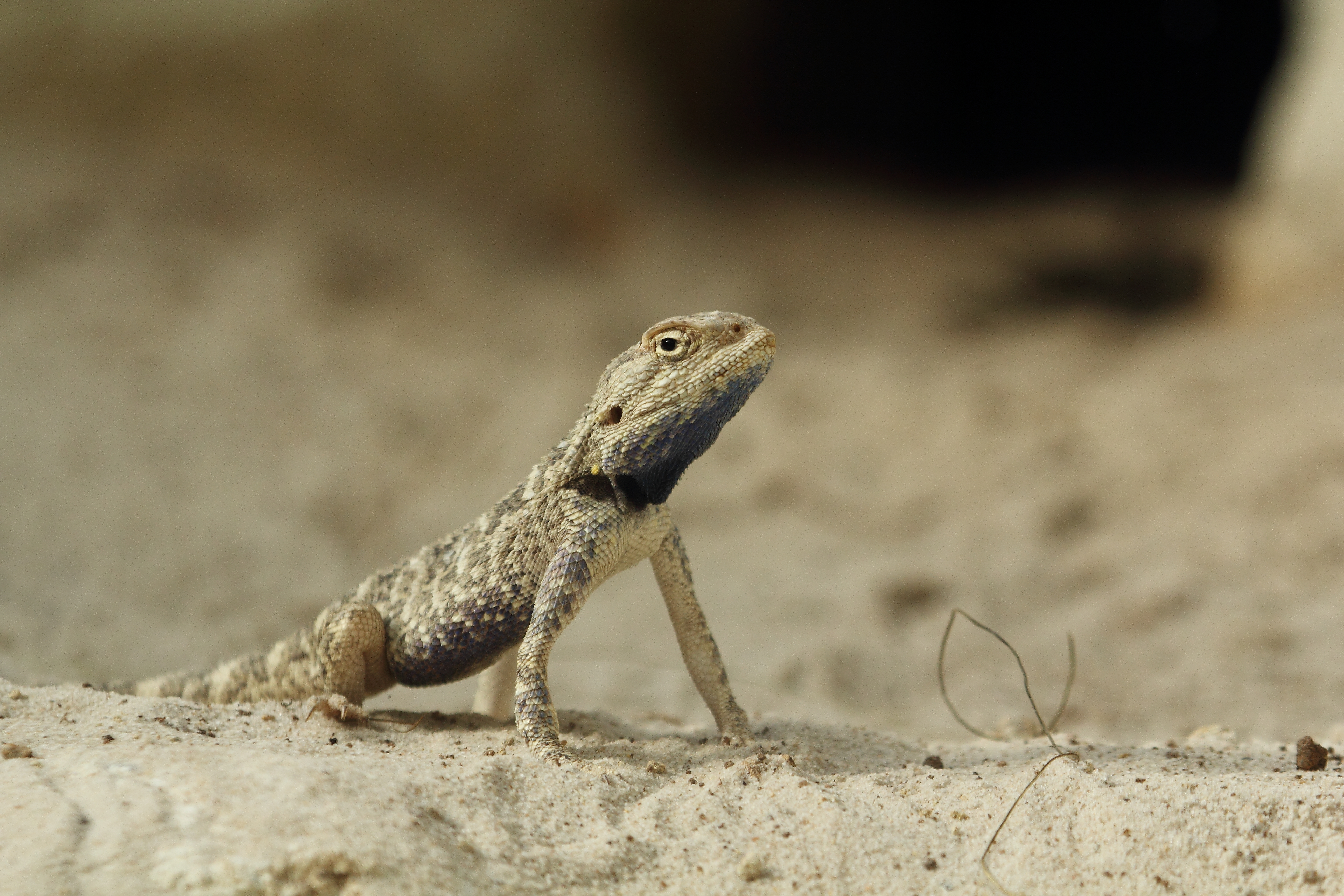
agama stepní
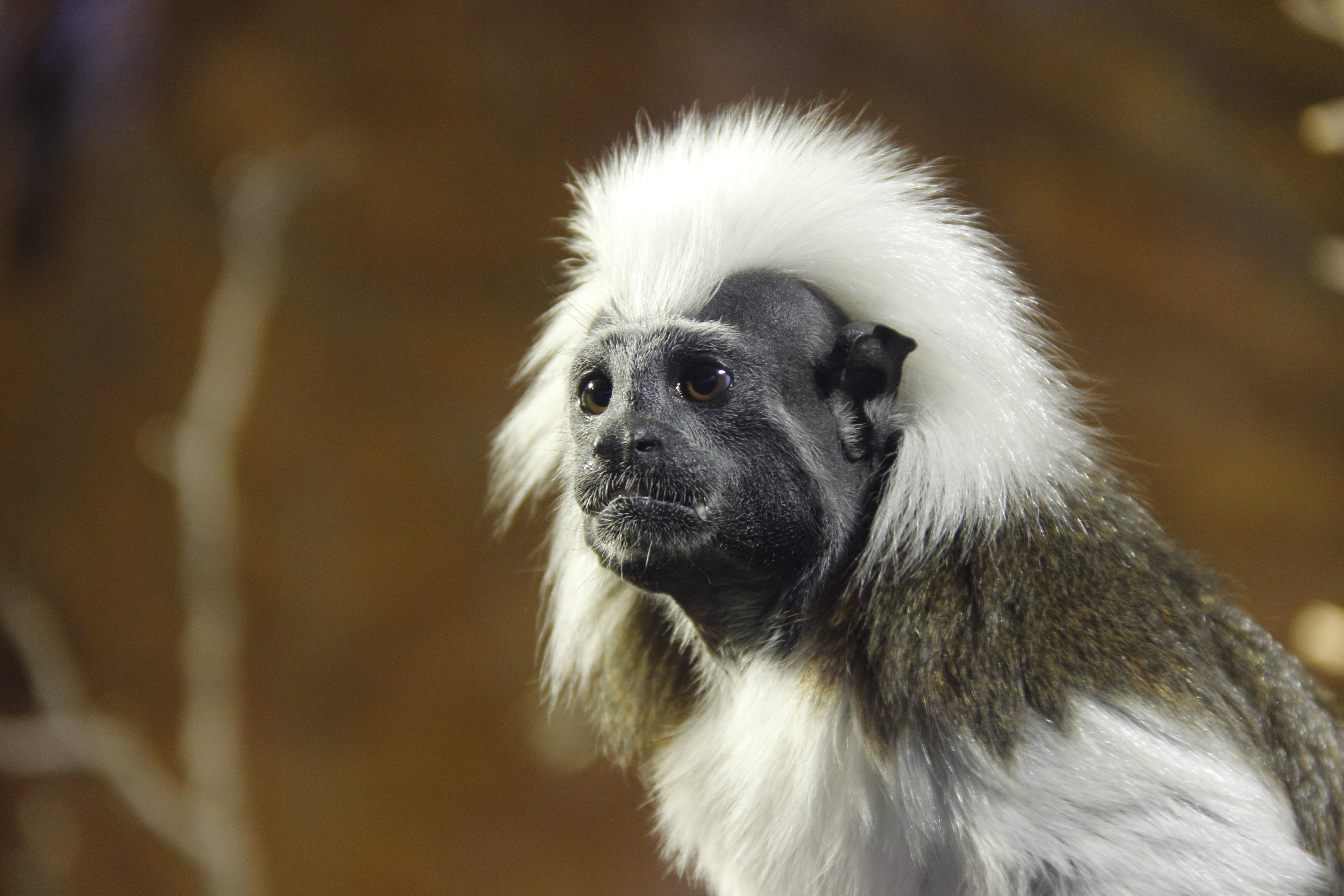
tamarín pinčí
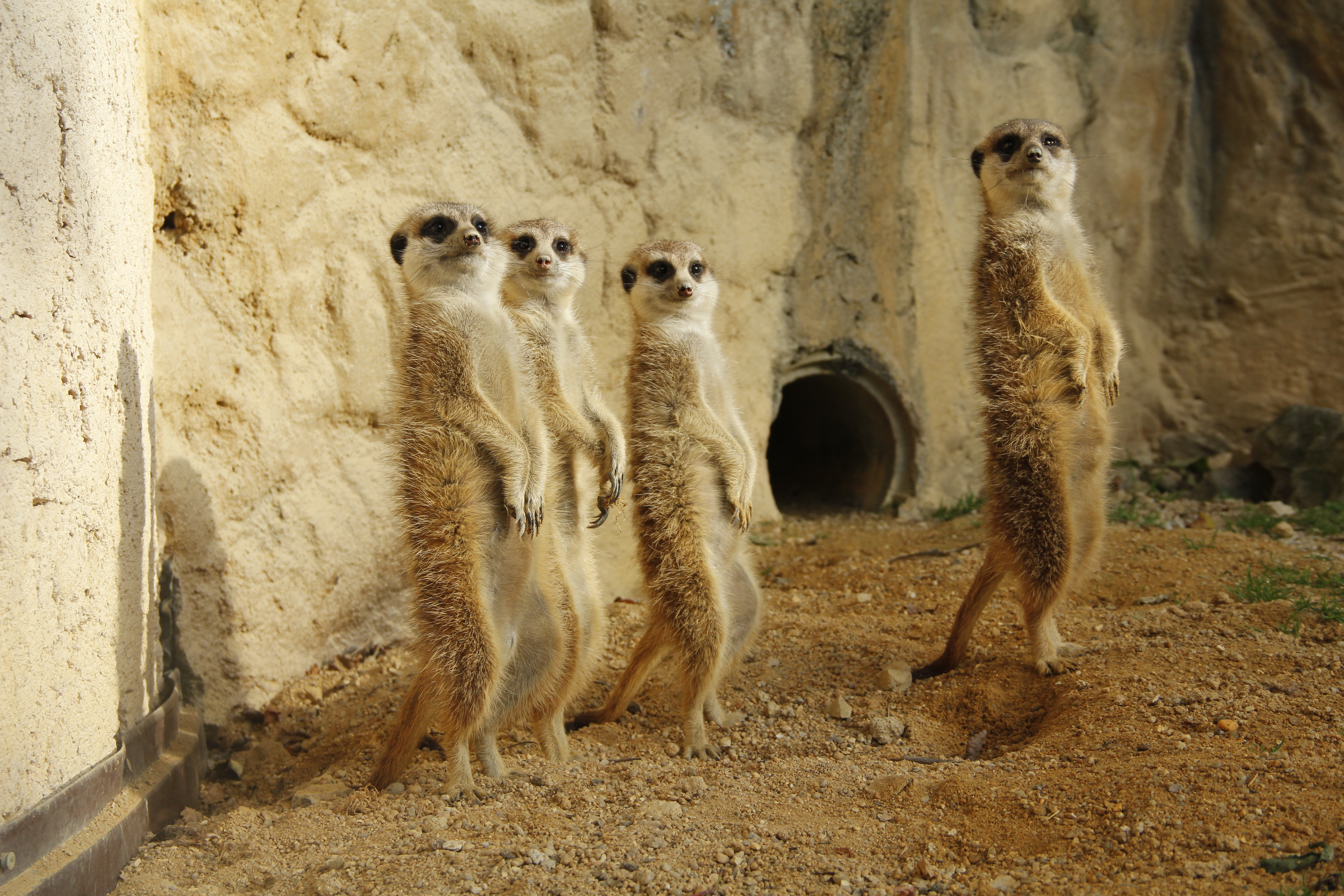
surikata
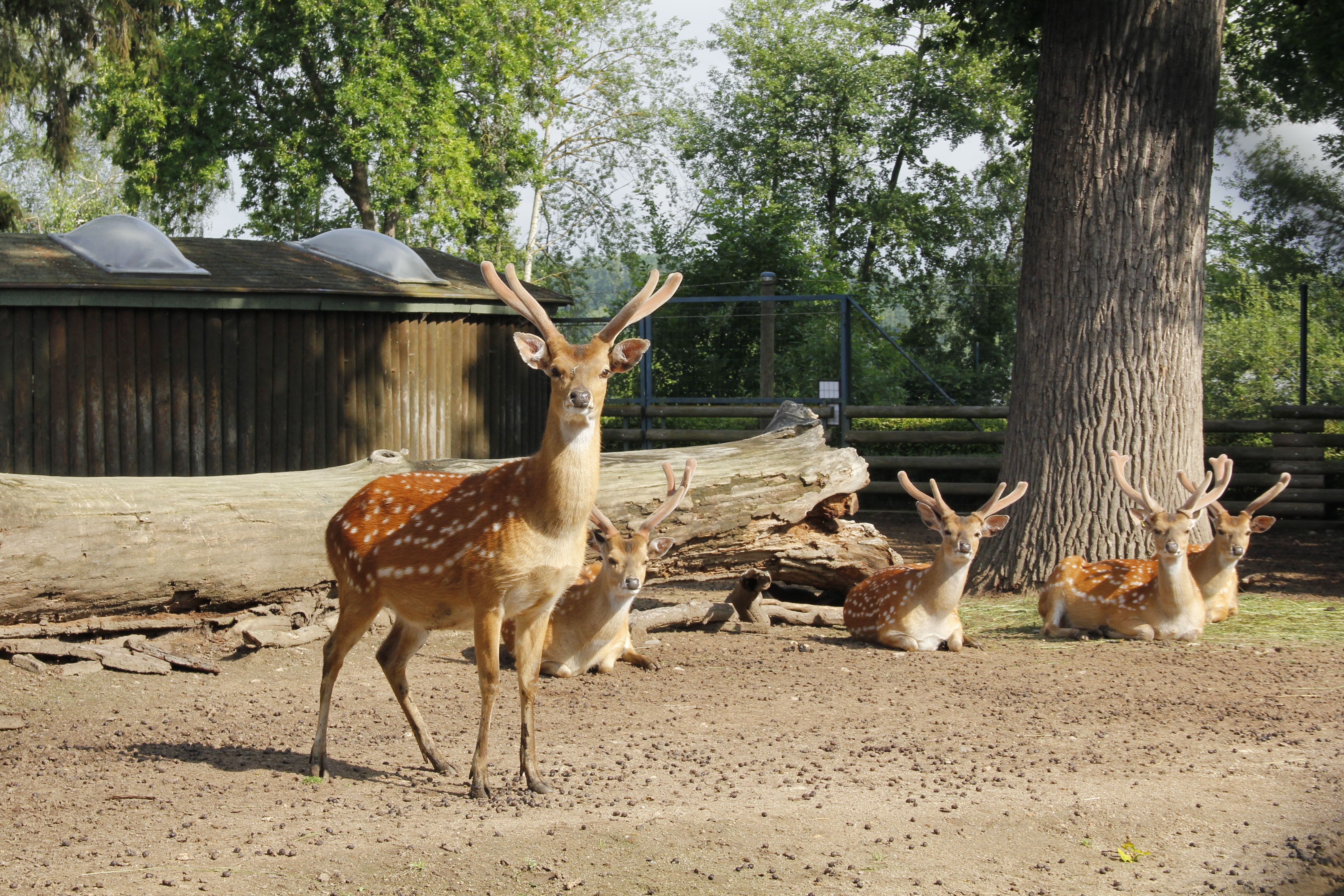
sika vietnamský
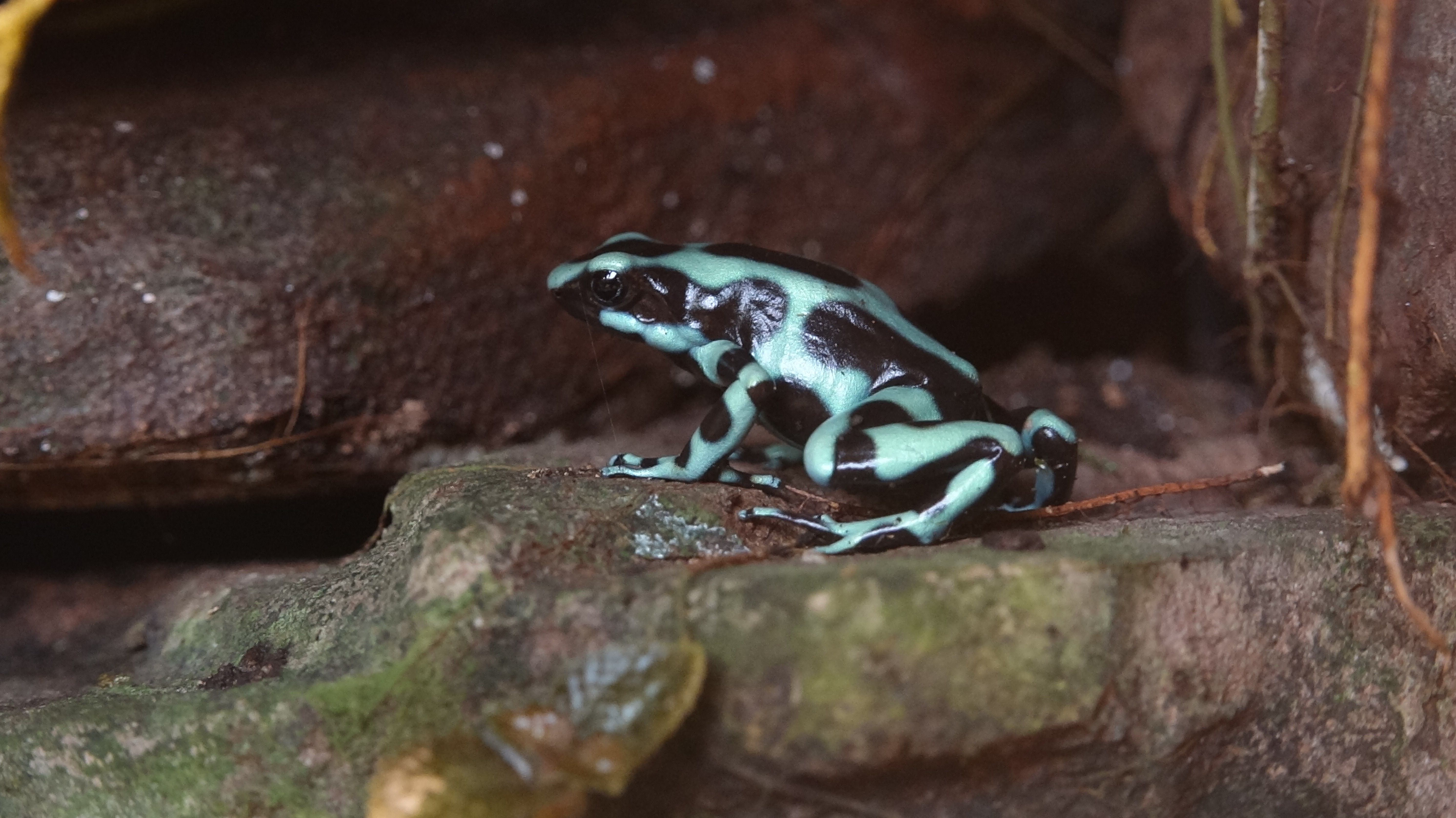
pralesnička batiková
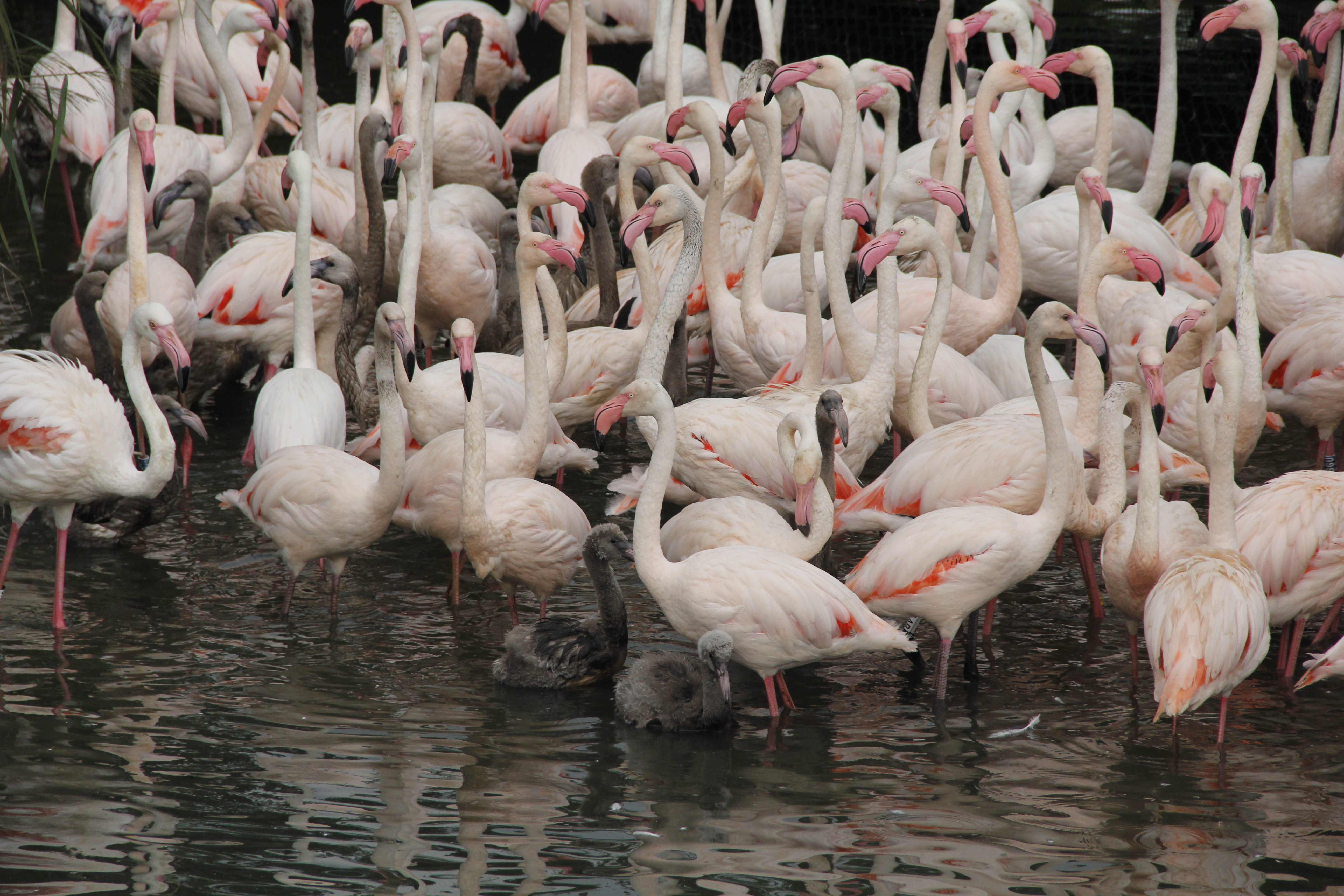
plameňák růžový
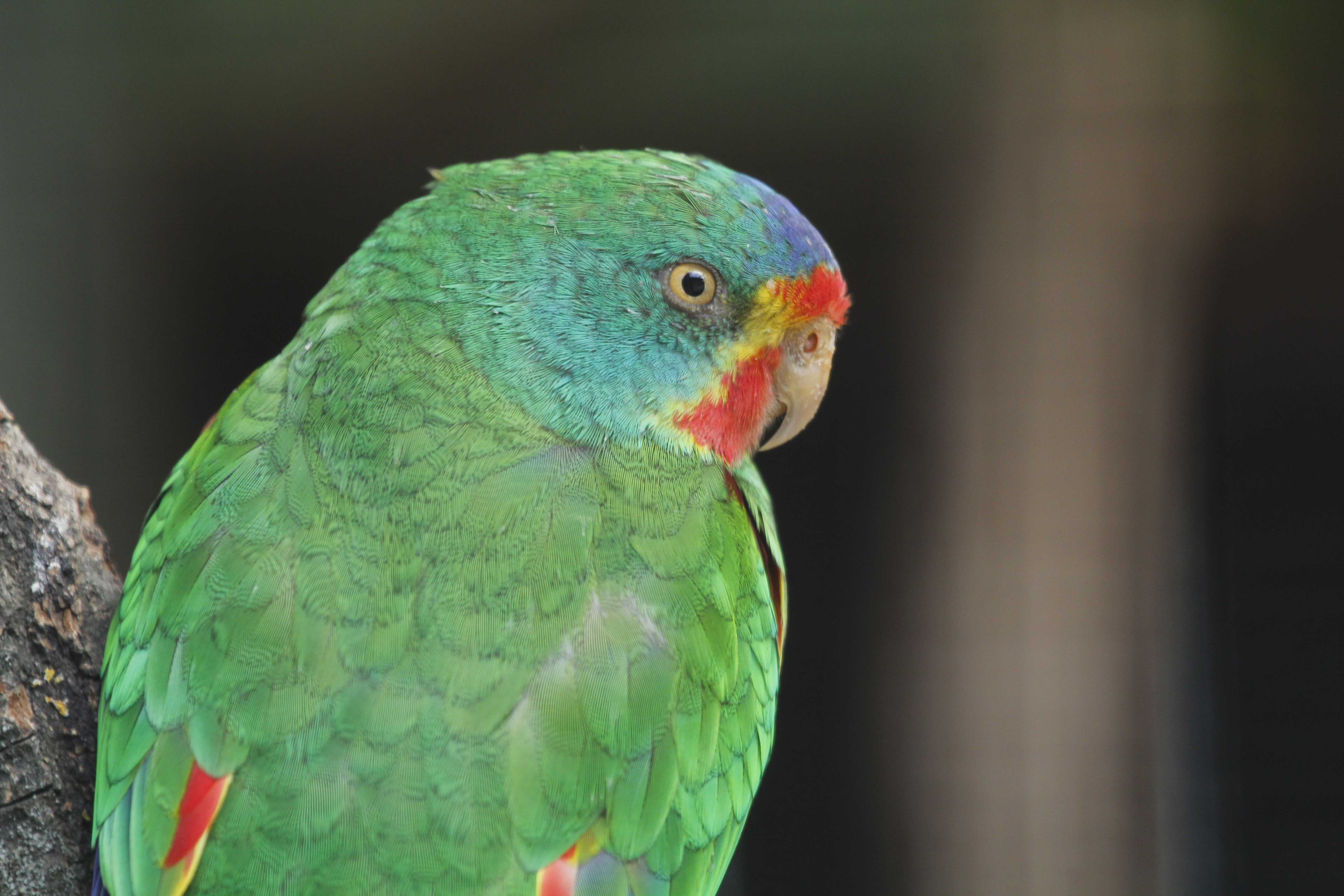
papoušek vlaštovčí
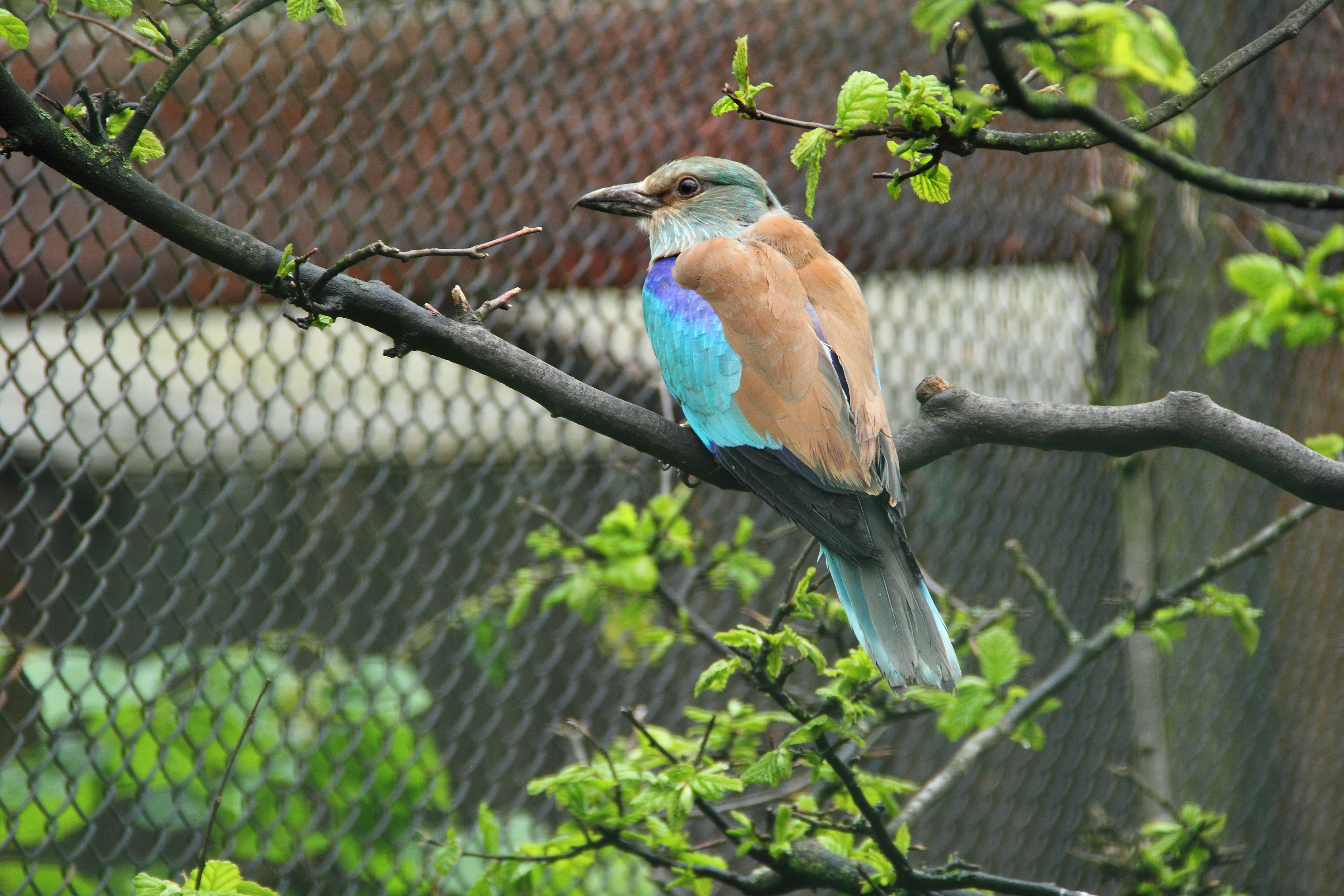
mandelík hajní
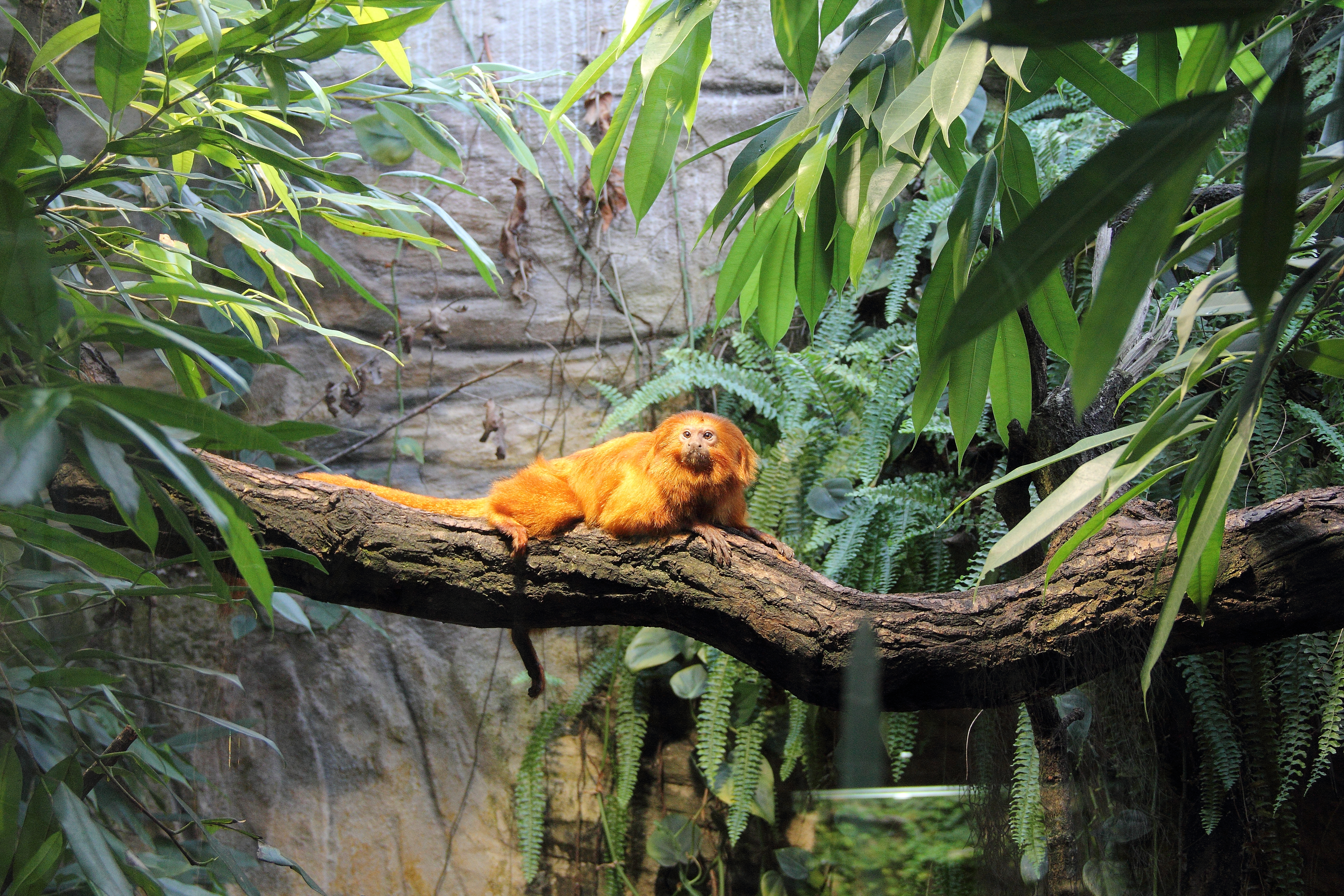
lvíček zlatý
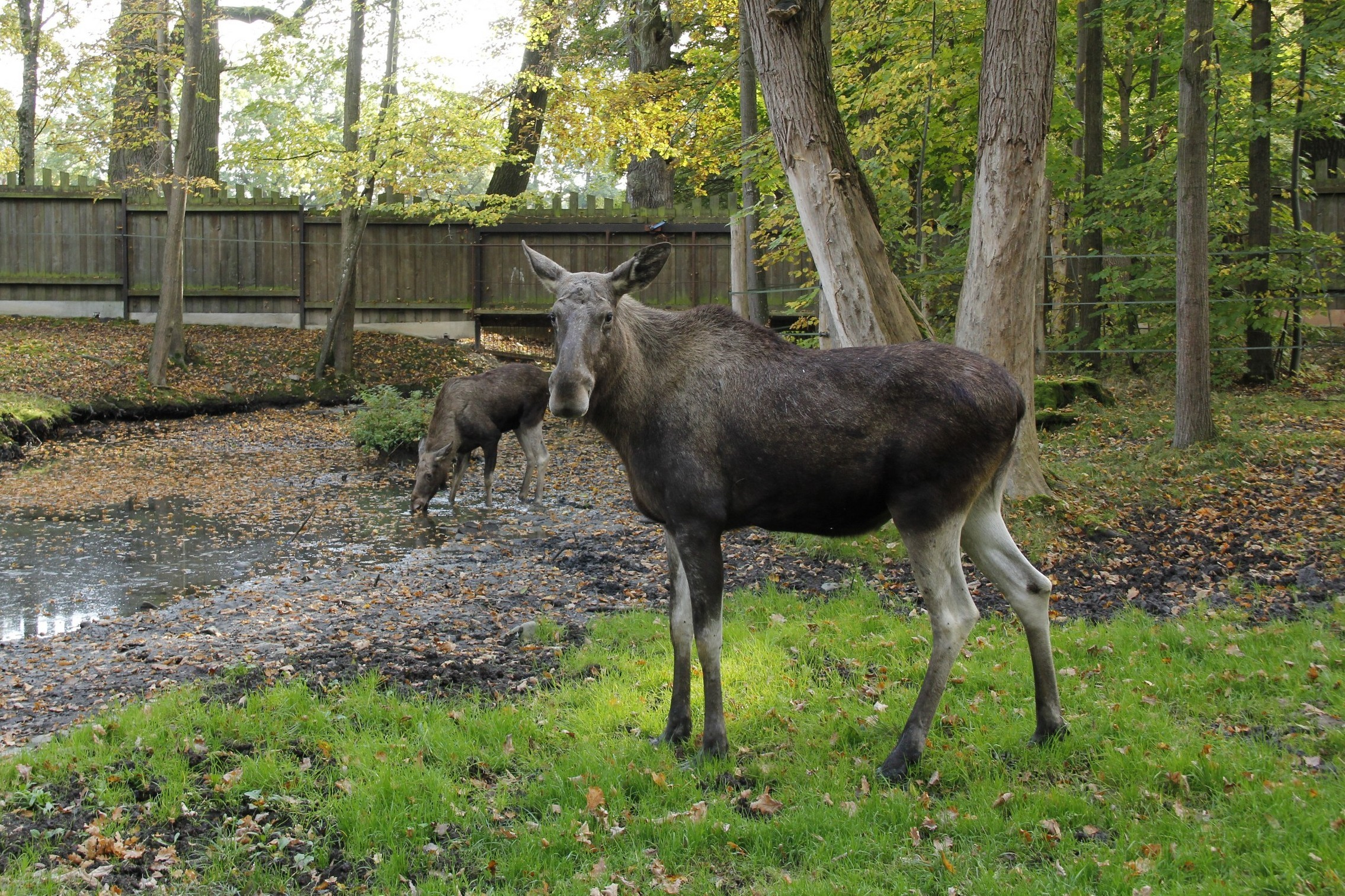
los evropský
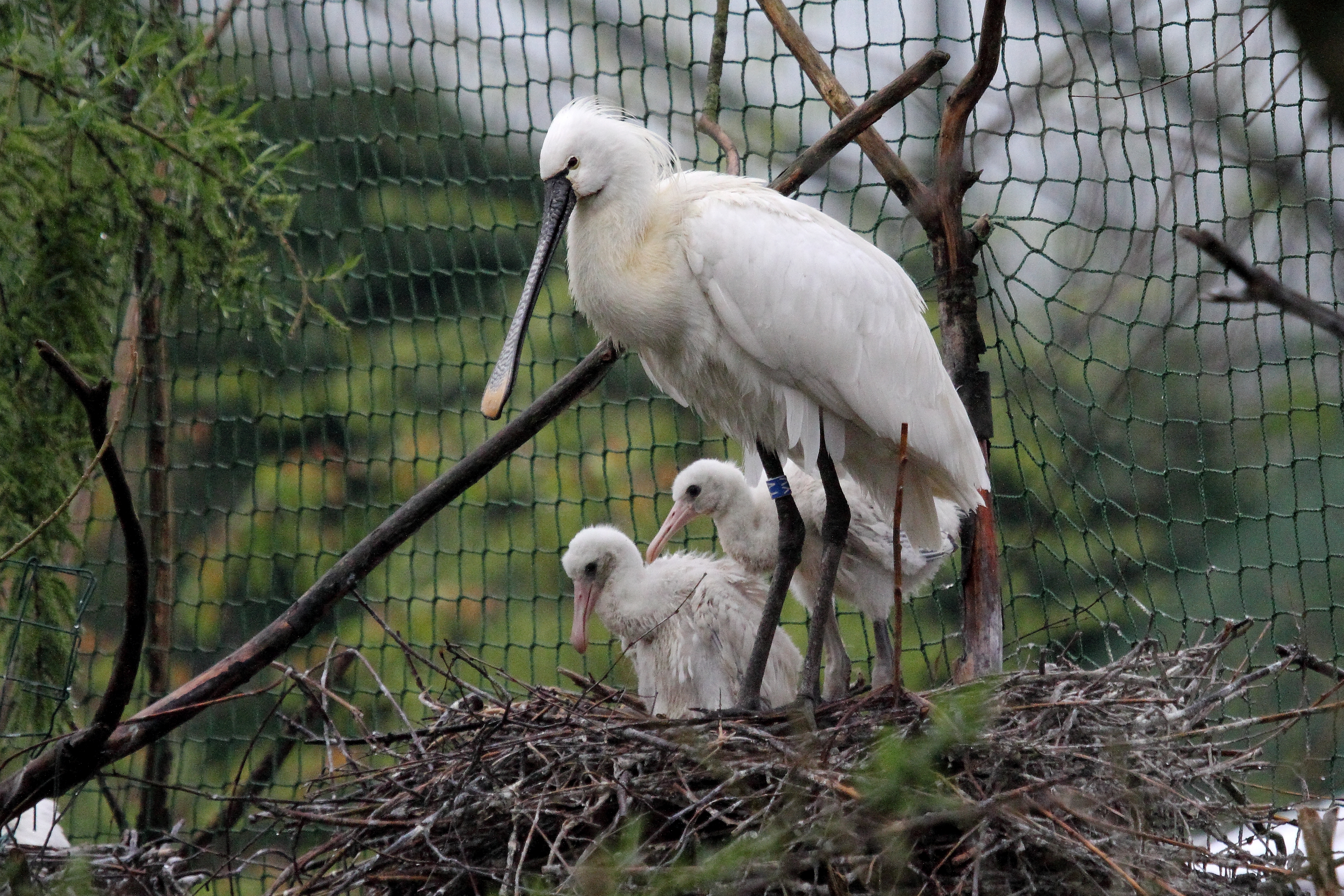
kolpík bílý
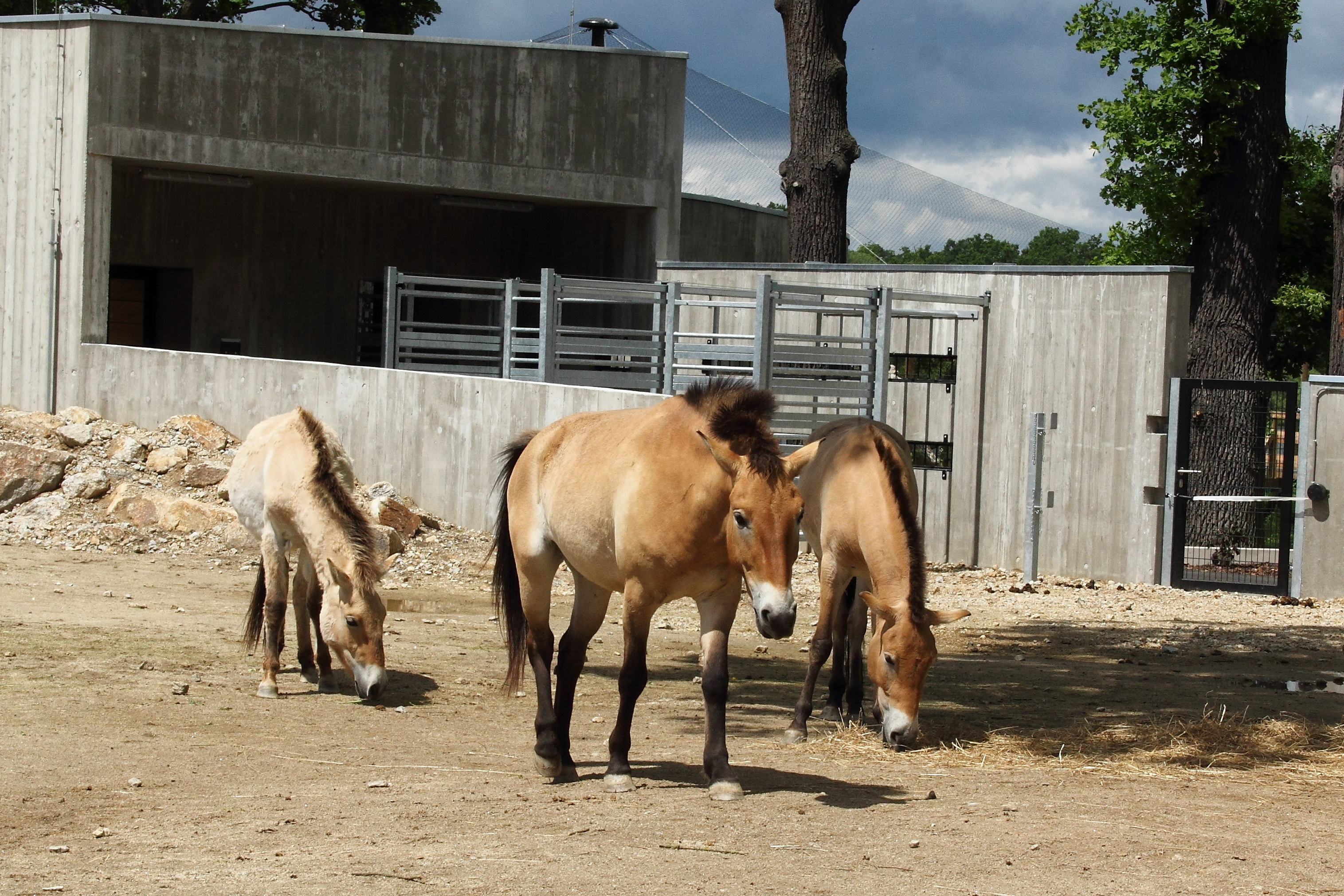
kůň Převalského
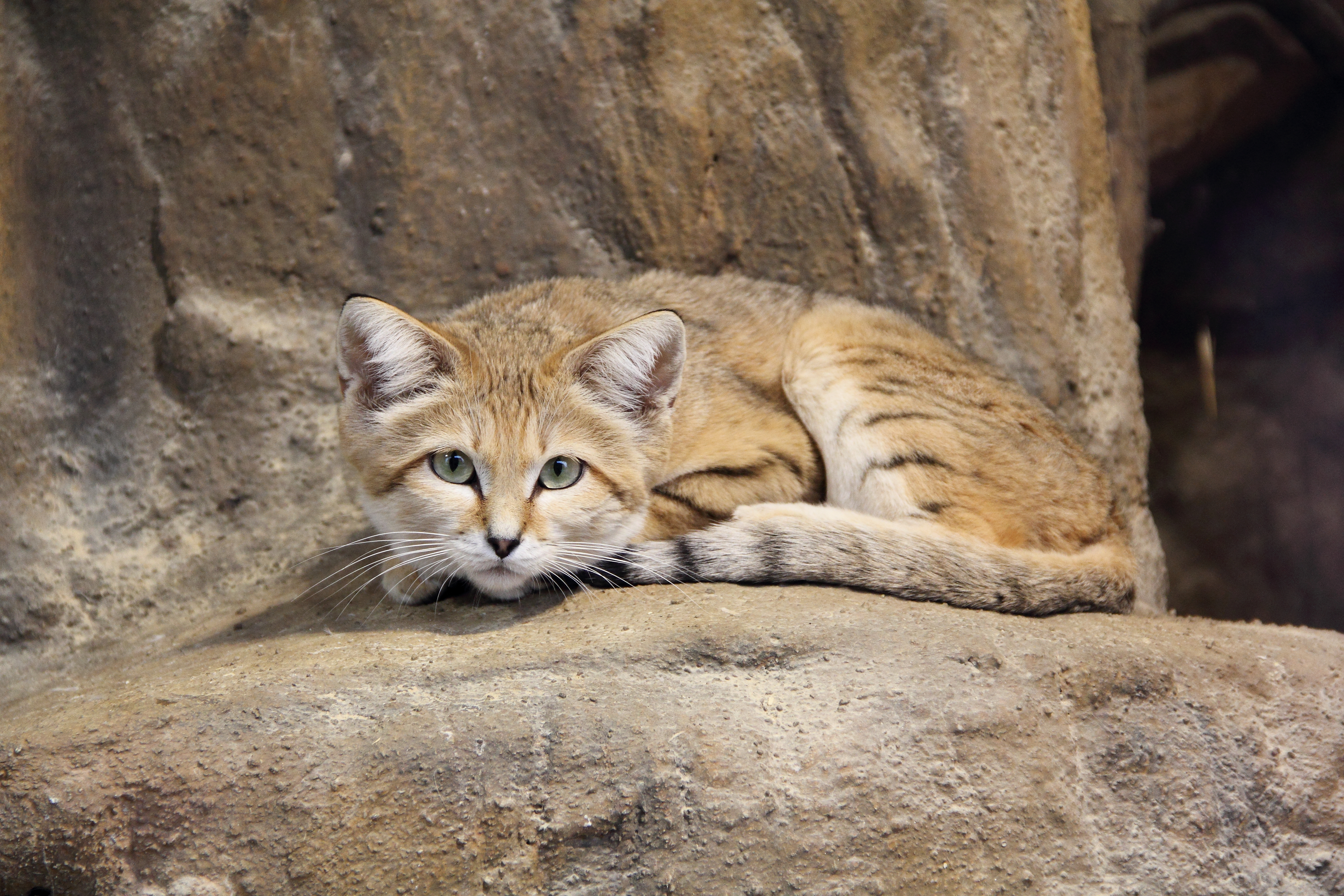
kočka pouštní
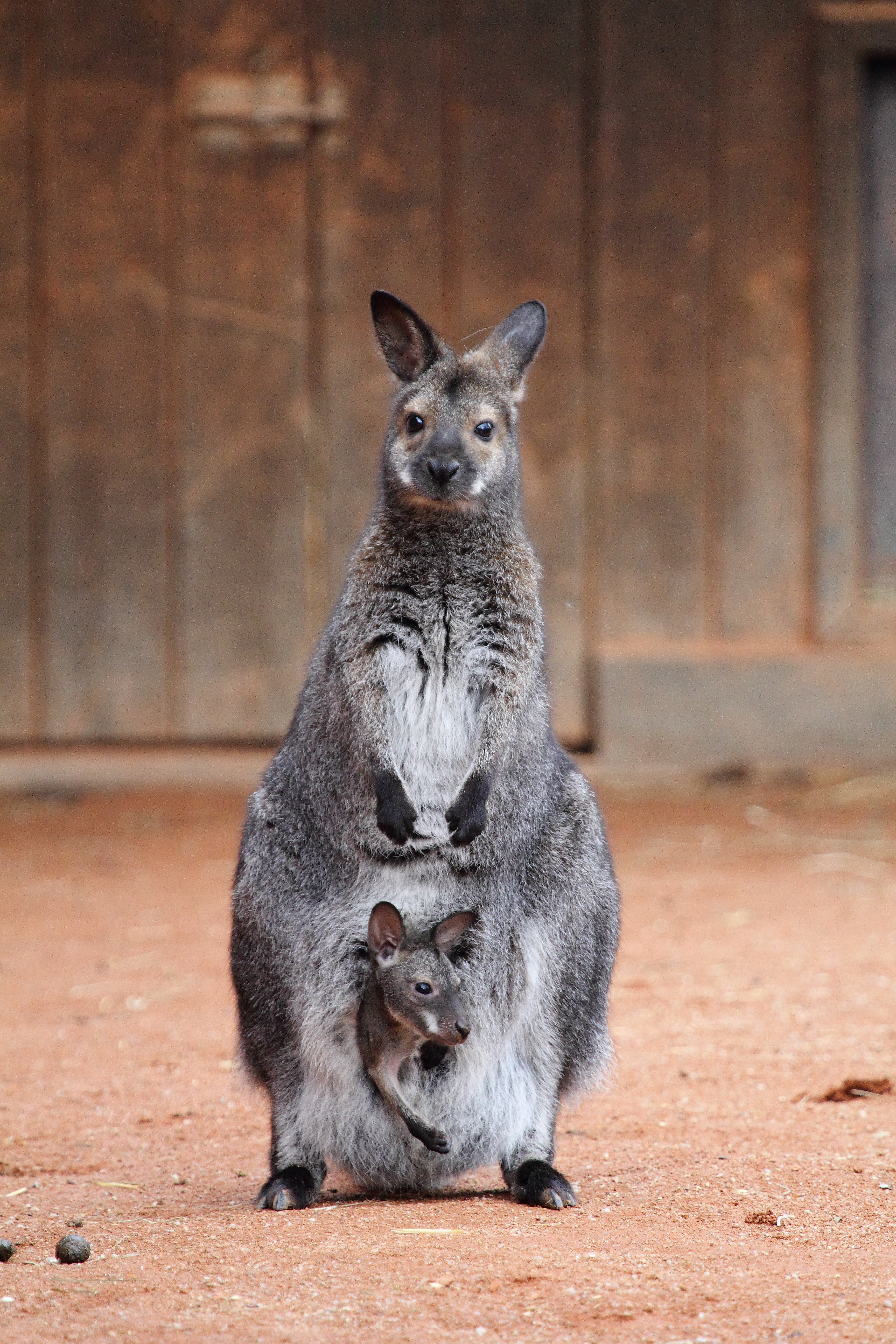
klokan rudokrký
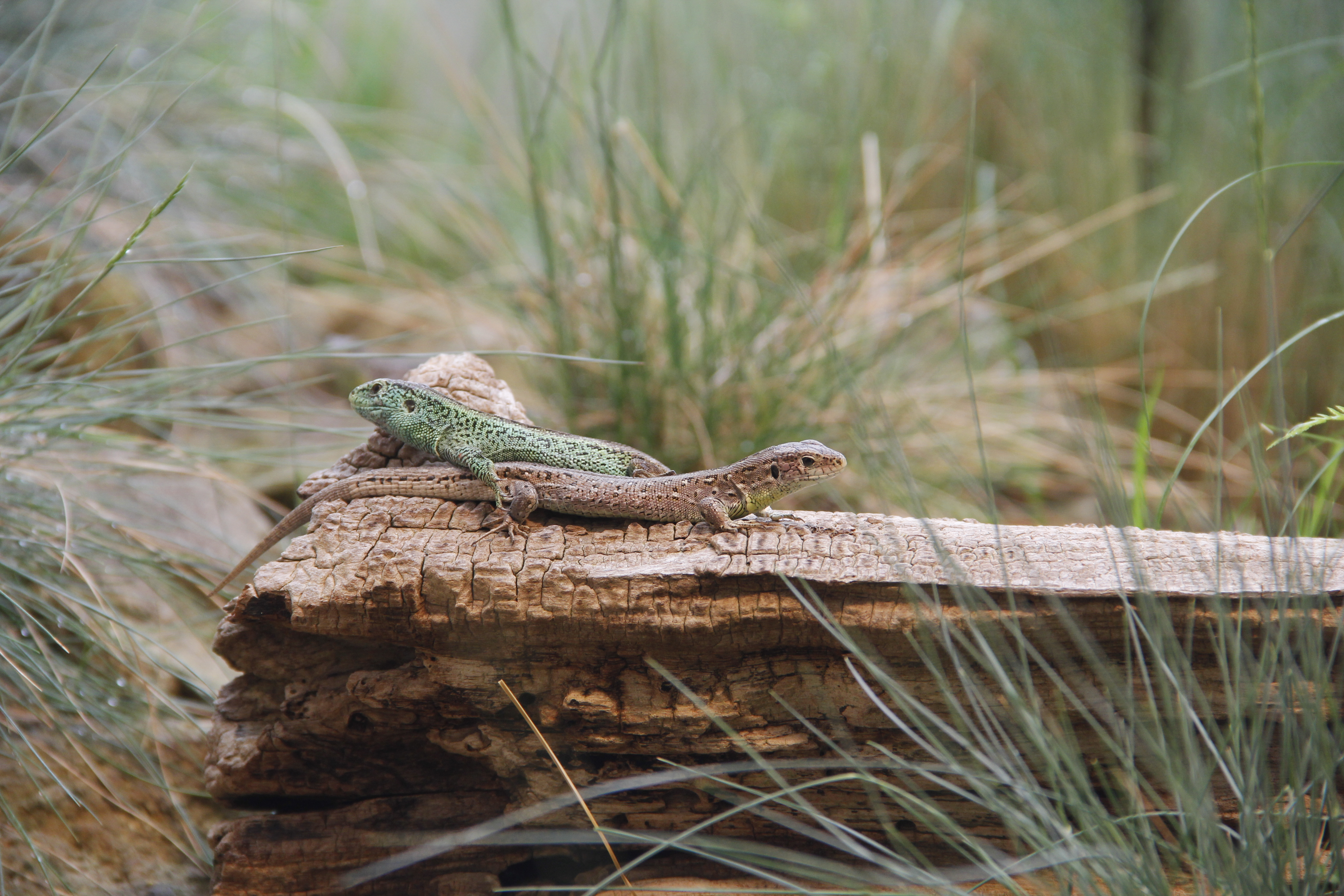
ještěrka obecná